# Bicicleta

Icono de una bicicleta

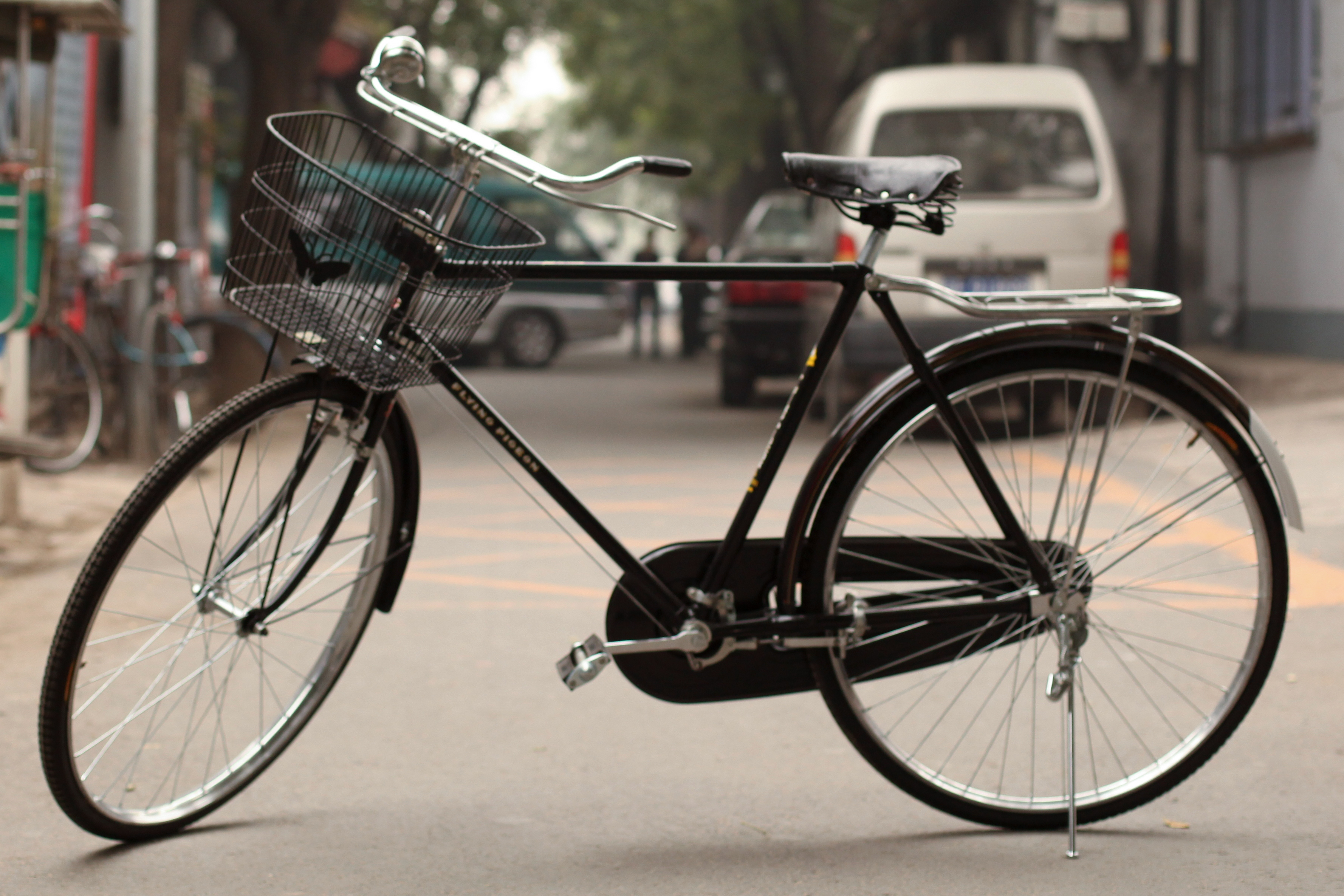
El modelo más popular de bicicleta —y el vehículo más popular de cualquier clase a nivel mundial— es el chino Flying Pigeon, con alrededor de 500 000 000 en servicio.

La bicicleta es un vehículo de transporte personal de propulsión humana. Es impulsada por el propio viajero, que acciona el vehículo con el esfuerzo muscular de las piernas, en particular mediante pedales o manivelas. Sus componentes básicos son dos ruedas, generalmente de igual diámetro y dispuestas en línea, un sistema de transmisión de pedales, un cuadro que le da la estructura e integra los componentes, un manillar para controlar la dirección y un sillín para sentarse. El desplazamiento unidireccional se obtiene al girar con las piernas los pedales dispuestos de forma simétrica, cada uno con una palanca conocida como manivela están ensamblados en el cuadro, y en general el pedal derecho es el que tiene la estrella mayor o plato donde se monta la cadena que a su vez hace girar el piñón, el cual finalmente hace girar la rueda trasera sobre el suelo provocando entonces el desplazamiento. El diseño y la configuración básicos de la bicicleta han cambiado poco desde la primera transmisión de cadena desarrollada alrededor del año 1885.
Es un medio de transporte sano, ecológico, sostenible y económico, válido para trasladarse tanto por ciudad como por zonas rurales. Su uso está generalizado en la mayor parte de Europa, y llega a ser, en países como Suiza, Alemania, Países Bajos, Bélgica, algunas zonas de Polonia y los países escandinavos, uno de los principales medios de transporte. En Asia, especialmente en China y la India, es el principal medio de transporte. En Latinoamérica también es un método de transporte muy utilizado. Por ejemplo en Argentina, específicamente en la Ciudad de Buenos Aires, el uso de las bicicletas se incrementó 4 % incluso antes de la pandemia de COVID-19 en el 2020 y para finales del 2023, la ciudad estima alcanzar un millón de viajes diarios en bici.
La paternidad de la bicicleta se le atribuye al barón Karl Drais, inventor alemán nacido en 1785. Su rudimentario artefacto, creado alrededor de 1817, se impulsaba apoyando los pies alternativamente sobre el suelo. En la actualidad hay más de mil millones de bicicletas en el mundo, utilizadas como medio de transporte o vehículo de ocio.
Las bicicletas fueron muy populares en la década de 1890 y, más tarde, en las de 1950 y 1970. Actualmente está experimentando un nuevo auge y su uso crece considerablemente en todo el mundo debido al alto precio del combustible, pues la bicicleta resulta muy ecológica y económica.

### Nombre
Al ser un vehículo popular, la bicicleta recibe numerosos nombres coloquiales o regionales. Entre ellos se puede citar la forma abreviada: bici. En Colombia y Cuba se la denomina, además, cicla o ciclo , en México: Vayca , virula o vicla y en Chile: cleta.

## Historia

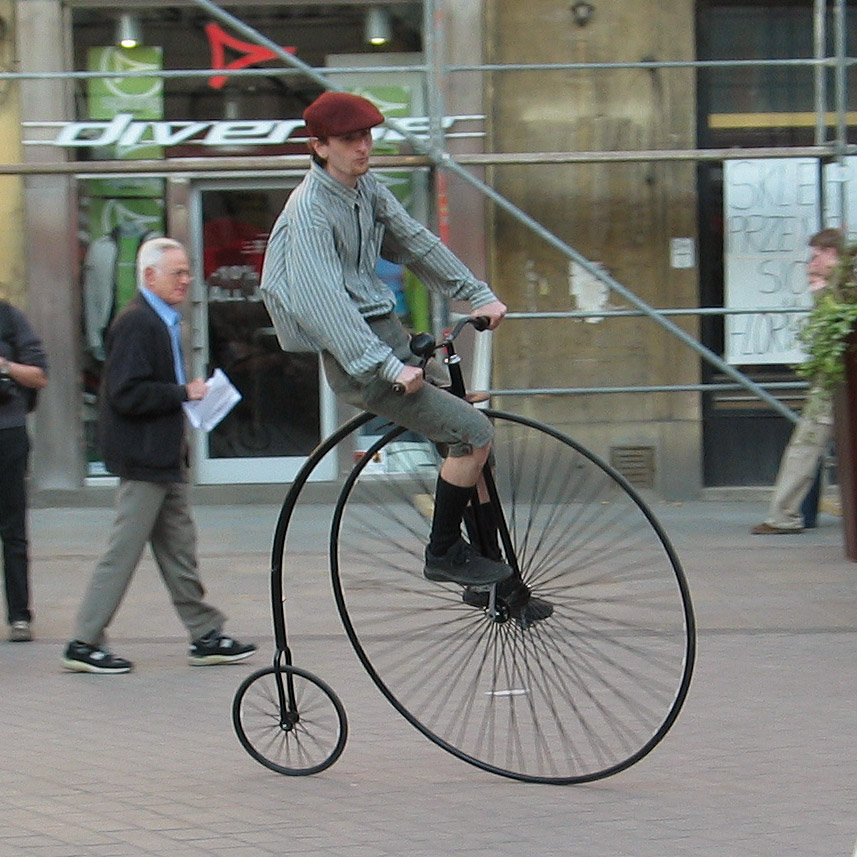
Ciclista montado en un velocípedo en Cracovia, Polonia.

### Supuestos antecedentes

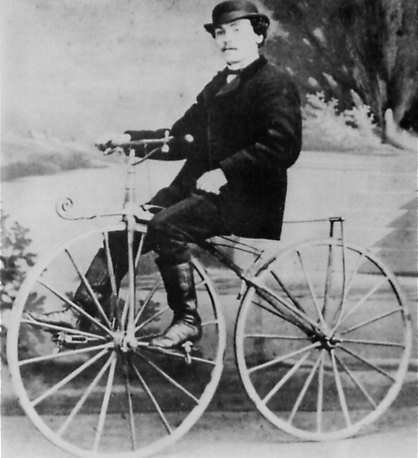
Pierre Lallement montado en su invención

Hasta la segunda mitad del siglo XX, se aceptó que el primer antecedente de la bicicleta era el celerífero(célérifère) inventado en 1790 por el conde francés Mede de Sivrac, el cual consistía en un listón de madera terminado en una cabeza de animal montado sobre dos ruedas. No tenía articulación alguna y era propulsado por una persona sentada a horcajadas, impulsándose con sus propios pies. En los años 1950, sin embargo, se descubrió que ni el conde Mede Sivrac, ni su invención existieron; ambos fueron creados en 1891 por el periodista francés Louis Baudry de Saunier (1865-1938), copiando el diseño de Karl Drais y basándose en una patente de 1817 para un coche de caballos llamado celerífero.
En 1974 se difundió un bosquejo de un diseño de bicicleta, impulsada por unos pedales y con transmisión de cadena, hallado en el Codex Atlanticus, de Leonardo da Vinci. Sin embargo, un estudio del códice muestra que tal dibujo no es original y fue añadido por un falsario durante la restauración del mismo entre 1967 y 1974.

### La draisiana

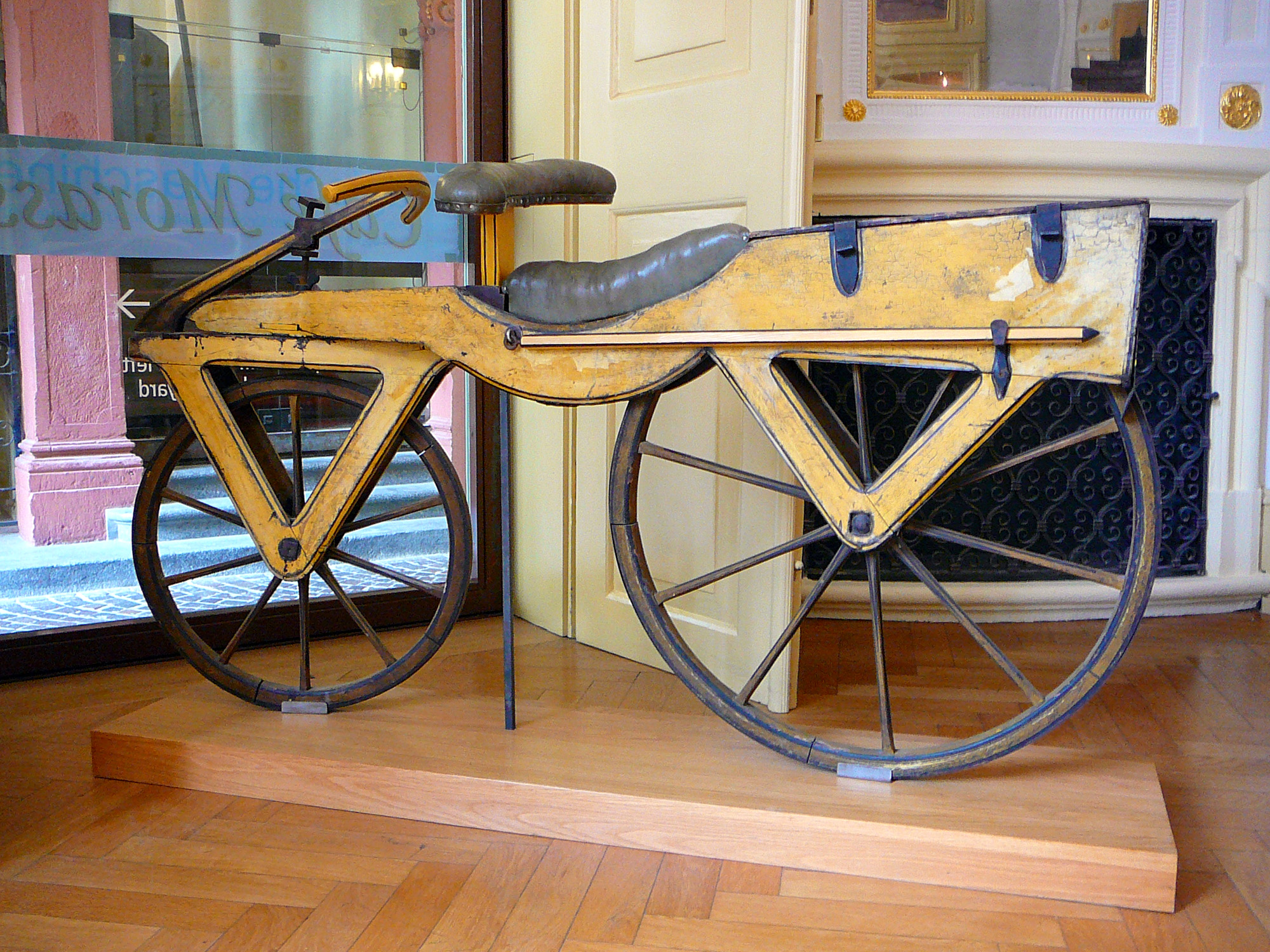
La draisiana (ca. 1820) era el primer vehículo de dos ruedas dispuestas en línea, y el primer vehículo práctico de propulsión humana.

En 1817, el barón alemán Karl Christian Ludwig Drais von Sauerbronn inventó el primer vehículo de dos ruedas, al que llamó máquina andante (en alemán, laufmaschine), precursora de la bicicleta y la motocicleta. Esta «máquina andante» consistía en una especie de carrito de dos ruedas, colocadas una detrás de otra, y un manillar. La persona se mantenía sentada sobre una pequeña montura, colocada en el centro de un pequeño marco de madera. Para moverse, empujaba alternativamente con el pie izquierdo y el derecho hacia adelante, en forma parecida al movimiento de un patinador. Con este impulso, el vehículo adquiría una velocidad casi idéntica a la de un carruaje. Sus brazos descansaban sobre un apoyabrazos de hierro, y con las manos sostenía una vara de madera, unida a la rueda delantera, que giraba en la dirección hacia la cual quería ir el conductor.
Este invento estaba basado en la idea de que una persona, al caminar, desperdicia mucha fuerza por tener que desplazar su peso en forma alternada de un pie al otro. Drais logró crear este sencillo vehículo que le permitió al hombre evitar ese trabajo. Esta máquina, denominada inicialmente draisiana en honor a su inventor y posteriormente llamada más comúnmente velocípedo, el diseño lo mejoraron rápidamente.
El herrero e inventor francés Pierre Michaux también es considerado uno de los desarrolladores de la bicicleta moderna.

### La bicicleta de pedales

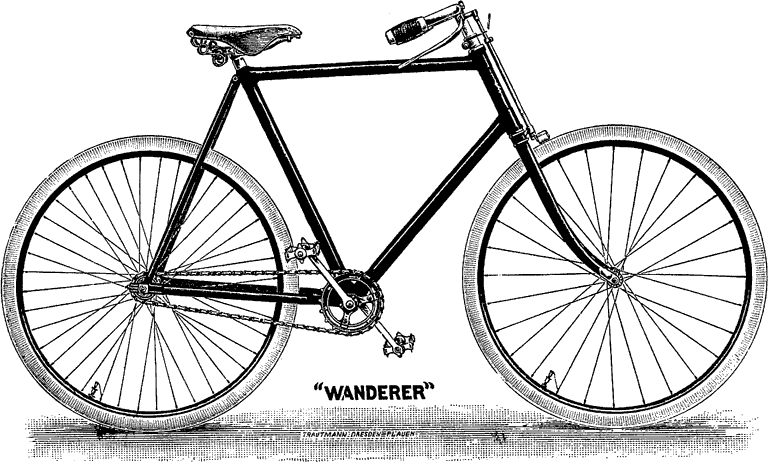
Como puede observarse en este modelo de los años 1900, el diseño del cuadro «diamante» se ha mantenido más de cien años.

Evolución histórica de la bicicleta.

La construcción de la primera bicicleta con pedales se atribuye al escocés Kirkpatrick Macmillan, en el año 1839. Una copia de la bicicleta de Macmillan se exhibe en el Museo de Ciencias en Londres, Inglaterra. Macmillan nunca patentó el invento, que posteriormente fue copiado en 1846 por Gavin Dalzell de Lesmahagow, quien lo difundió tan ampliamente que fue considerado durante cincuenta años el inventor de la bicicleta.
Cerca de 1890, el escocés John Boyd Dunlop (aficionado al ciclismo y creador de la empresa homónima) inventó una cámara de tela y caucho, que se inflaba con aire y se colocaba en la llanta. Para evitar pinchazos, Dunlop inventó además una cubierta también de caucho. Estos inventos de Dunlop casi no han sufrido variaciones significativas desde su invención.

Cada vez que veo a un adulto sobre una bicicleta, no pierdo la esperanza para el futuro de la humanidad.
H. G. Wells.

## Clasificación general de bicicletas

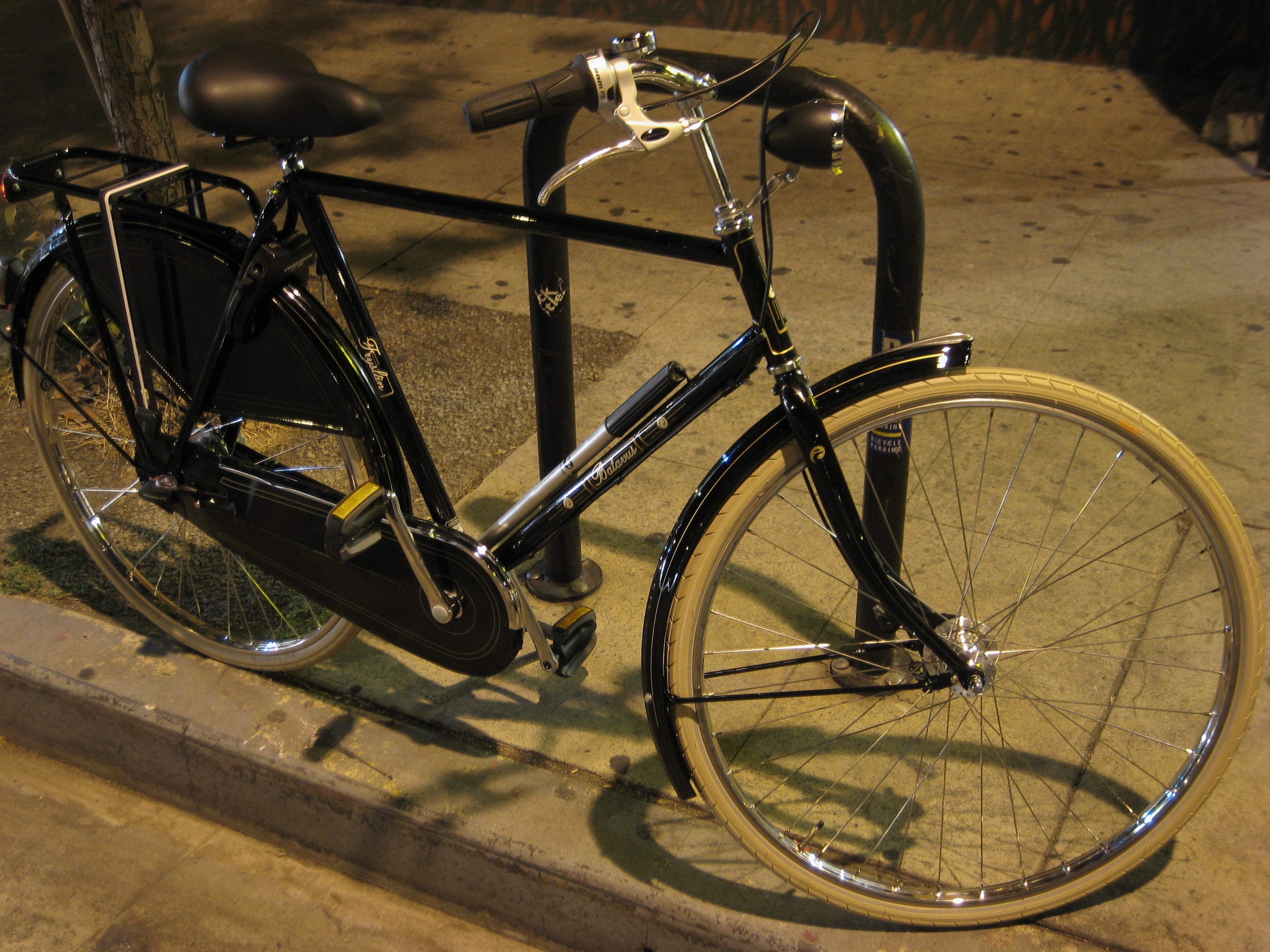
Bicicleta doméstica neerlandesa.

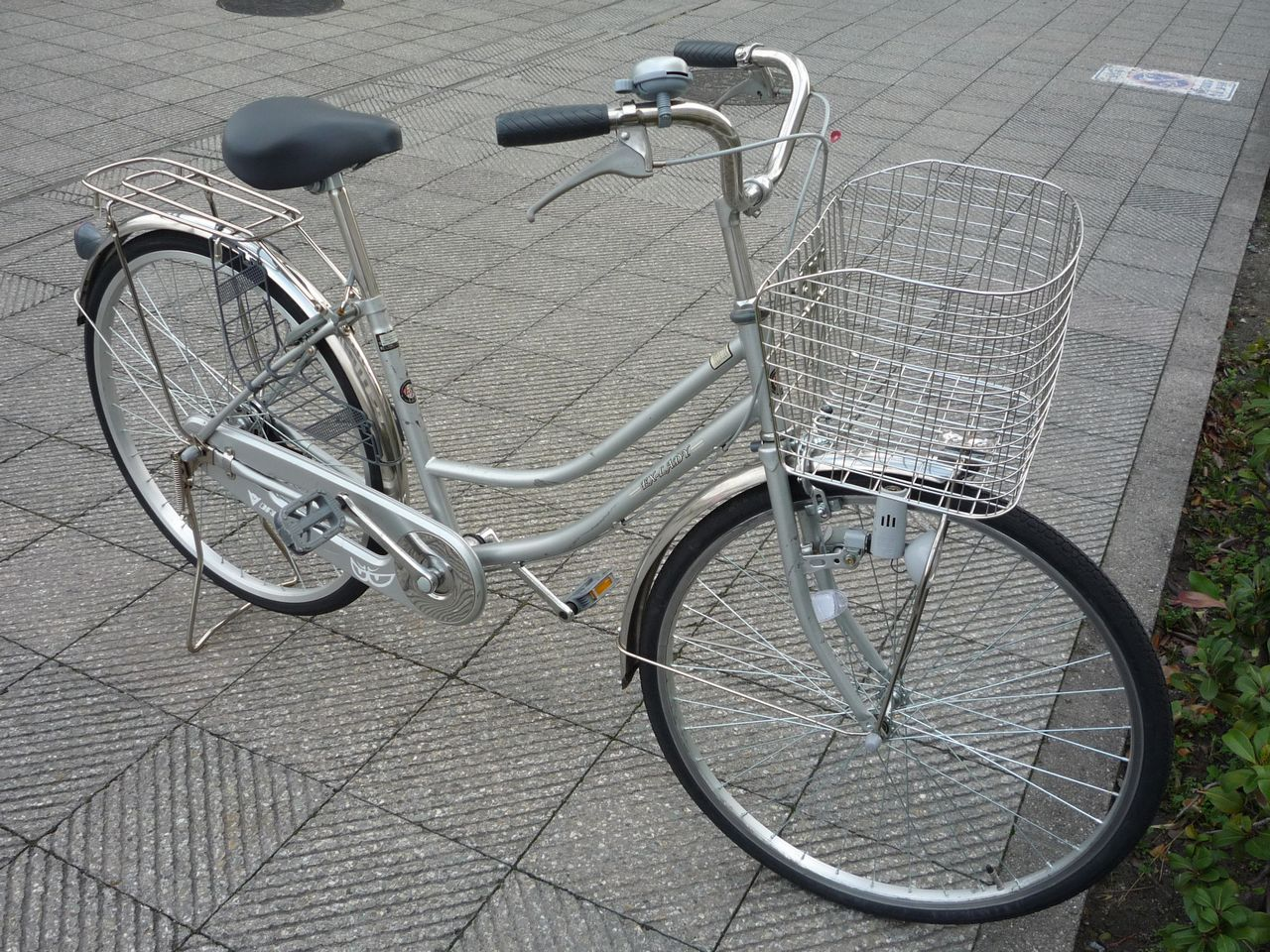
Bicicleta doméstica.

Existen diversas modalidades deportivas, englobadas dentro del ciclismo, que se practican con este vehículo. La principal clasificación de las bicicletas toma en cuenta la función para la que están diseñadas, así los principales tipos de bicicletas son:

### La bicicleta doméstica
La bicicleta es el medio de transporte personal preferido por muchas personas. 800 000 000 de bicicletas son utilizadas diariamente en el mundo, la mayoría son bicicletas domésticas y de paseo, denominadas genéricamente «bicicleta urbana» o City-bike (ver: bicicleta híbrida). Son dedicadas a todo tipo de usos cotidianos, especialmente cuando se trata de recorrer numerosos trayectos cortos, ya que se pueden recorrer cuatro veces más rápidos que a pie. Destaca su énfasis en la comodidad a costa del peso, con asiento y manubrio cómodos, sistemas de transmisión integrados en el propio buje, o de un solo cambio, guardabarros, además de contar generalmente con una o más canastillas para el transporte de objetos. También es común que tengan accesorios urbanos como timbre, candado, luces y retrorreflectores.
Las bicicletas tradicionales también están en auge en Europa, siguiendo el arquetipo del diseño clásico, aunque con componentes modernos y ligeros. Entre estos se encuentran los modelos de Batavus, Gazelle, Kronan y Pashley entre muchos otros, que abundan en ciudades como Ámsterdam y Copenhague (véase también: Bicicleta inglesa).
Otro modelo que se encuentra en las grandes ciudades son las plegables como la también clásica Brompton, cuyos simpáticos y compactos diseños optimizan su utilización combinándola con el transporte público.

### La bicicleta de montaña

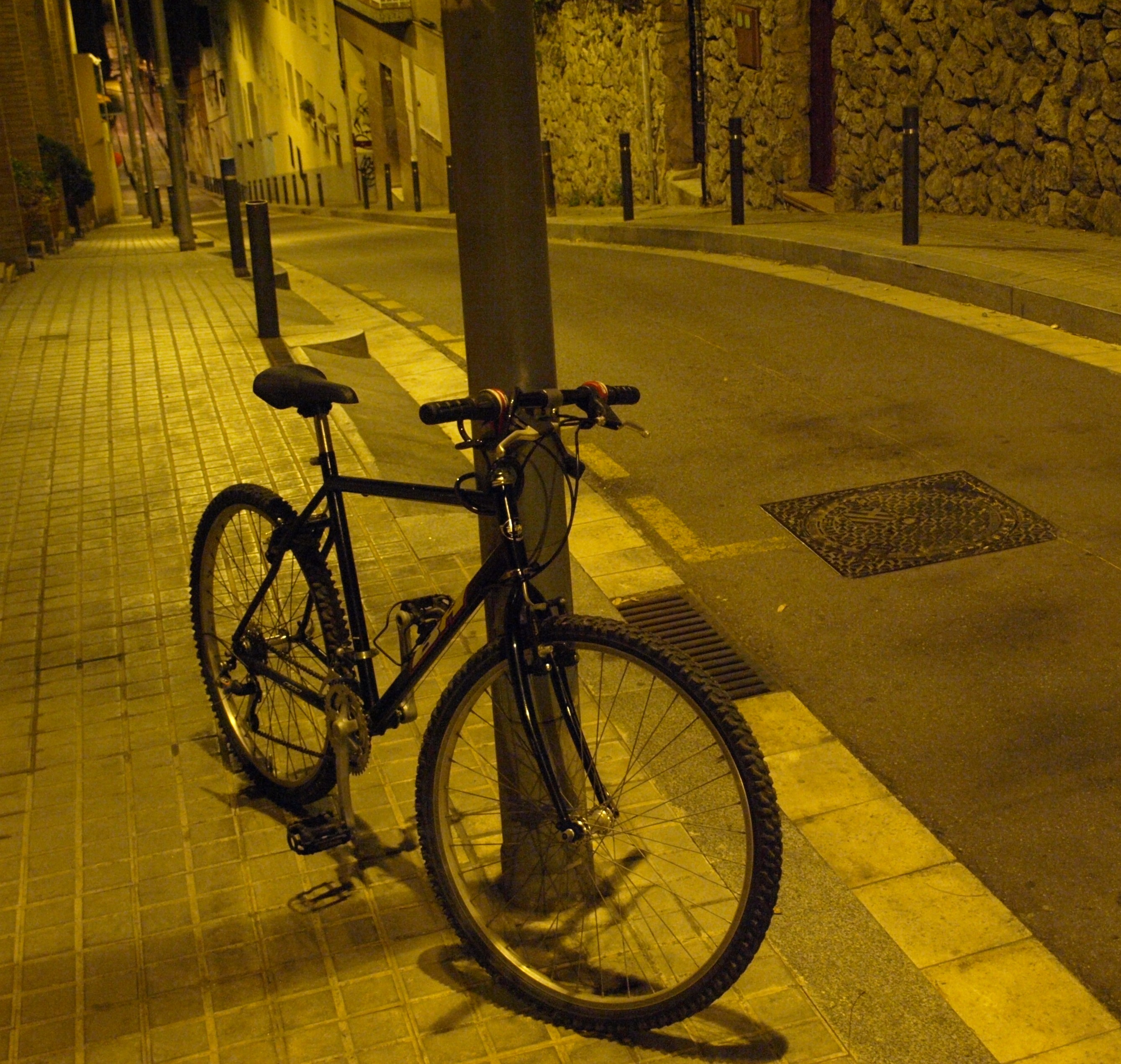
Bicicleta todo terreno aparcada en una calle de Barcelona.

La bicicleta de montaña o bicicleta todo terreno (BTT) es una bicicleta destinada para el ámbito deportivo en terrenos agrestes, por lo que la resistencia de sus partes es un punto principal, también lo es la protección de sus partes al lodo y la tierra, también cuenta con varias relaciones de transmisión para adaptar el pedaleo a las condiciones del terreno. Deportes practicados son el Cross country, Freeride, Four cross, Dirt jump y Descenso.
- Bicicleta 29: La bicicleta 29 o 29er (Twenty-niner, en inglés) son bicicletas de montaña que usan ruedas de 29 pulgadas.

### La bicicleta de carreras

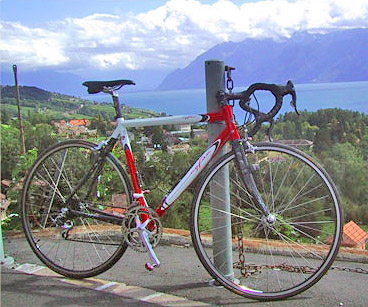
Bicicleta de carreras.

La bicicleta de carreras, comúnmente conocida como «bicicleta de carretera», está diseñada y construida para la velocidad. Por lo general adapta una batalla corta, ángulos de asiento y frontales muy verticales, un eje pedalier alto y muy poca curvatura de la horquilla. Este diseño permite al ciclista adoptar una posición aerodinámica y un modo más eficaz de transmitir la potencia a los pedales. Asimismo, el manillar varía de diseño según tipo de competición para que el ciclista adopte posiciones aerodinámicas o disponga de mayor control.
La típica bicicleta de carreras está construida en aleación aluminio, fibra de carbono o acero en bicicletas más antiguas, y triángulo posterior y horquilla de fibra de carbono, para aligerar la estructura del cuadro. Lleva neumáticos estrechos alto rendimiento (de 18 a 23 mm, si bien en algunas modalidades como ciclocrós o gravel el ancho será mayor) y manillar para una postura baja, con lo que se consigue mejorar la resistencia del conjunto.
Tipos de bicicletas de carrera:
- Bicicletas para ciclismo en ruta
- Bicicletas para ciclocrós
- Bicicletas para gravel
- Bicicletas para carreras sobre pista
- Bicicletas para triatlón
- Bicicletas para carreras contrarreloj
- Bicicletas para triatlón ciclocrós

### La bicicleta de turismo
Las bicicletas de turismo para distancias largas y cargas pesadas están diseñadas para la comodidad. La estabilidad se ve incrementada por su larga batalla, que mantienen el peso equilibrado, además de contar con espacio para las alforjas delanteras y traseras y hacer cicloturismo, aunque algunos prefieren mantenerlas ligeras y llevar solamente un pequeño juego de herramientas y una tarjeta de crédito. Tan solo hace unos pocos años atrás, la bicicleta de turismo hubiera sido considerada una bicicleta de carreras en todo su principio.

### La bicicleta plegable

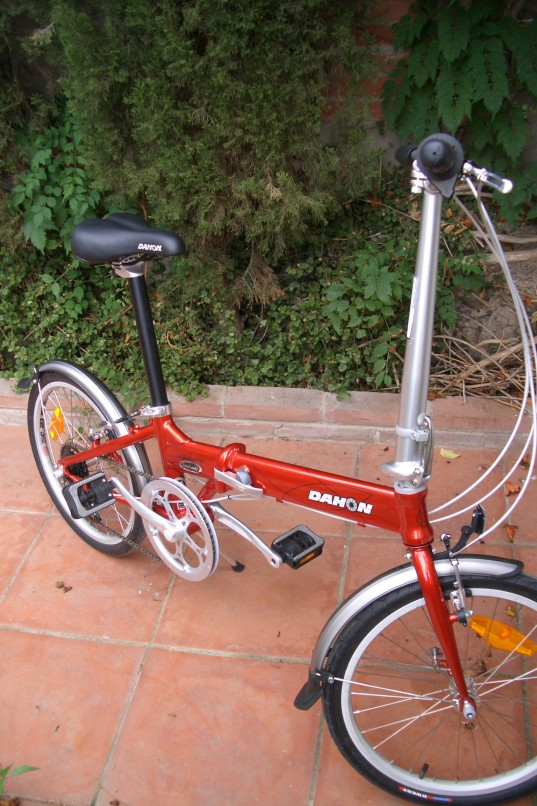
Bicicleta plegable moderna de gama alta.

La bicicleta plegable es una bicicleta que se puede hacer más pequeña doblándola en dos o más partes. Este tipo de bicicleta está diseñada para que cuando no esté en uso, pueda adquirir una forma que ocupe menos espacio, ya sea para fines de almacenamiento o transporte.
El hecho de poder plegarla hace que sea más fácil de transportar y guardar. Gracias a ello se puede guardar en casa o en el trabajo, se puede combinar su uso con el transporte público o se puede llevar en autocaravana, en barco o avión con más facilidad que una bicicleta tradicional.
La idea de una bicicleta plegable o desmontable es casi tan vieja como la bicicleta misma. Se dice que cada novedad tecnológica en el mundo de las bicis ya ha sido probada hace al menos cien años, y como prueba, tenemos el velocípedo, que existía en una forma así durante los años 1880 —se podía desmontar la rueda grande y plegar el cuadro para alojar la bici en una bolsa específica—.
Recientemente, la popularidad de este tipo de bicicleta ha ido creciendo. Durante los años 1960, hubo un aumento de la demanda de bicicletas plegables con ruedas pequeñas. Los líderes fueron Moulton (aunque a pesar de tener ruedas pequeñas, solo algunos modelos eran desmontables), y Brompton cuyo estilo en ambos capturó el humor de Londres durante esa época. Actualmente, la mayoría de bicicletas plegables o desmontables tienen ruedas menores que las de una bicicleta convencional, pero casi para cada tipo de bici, desde la bici doméstica de compras, hasta bicicleta de montaña, carreras, o incluso reclinada, se puede encontrar un diseño plegable.
Para poder avanzar la misma distancia por pedalada en una bicicleta con las ruedas más pequeñas como son las de muchas de las bicicletas plegables en comparación con bicicletas de ruedas más convencionales (26 pulgadas) es necesario aumentar el desarrollo en el sistema plato-piñón, es decir, se debe colocar un plato proporcionalmente más grande o un piñón más pequeño. En contra de lo que se pueda pensar, esto no supone un aumento del esfuerzo que ha de realizar el ciclista para avanzar, ya que en realidad el desarrollo de la bicicleta lo da el conjunto de rueda trasera con la transmisión plato-piñón y finalmente las bielas y los pedales, es decir, la relación entre el movimiento de los ejes pedalier y trasero, y sus respectivos extremos (pedales y rueda trasera).
En los años 70 fueron comunes las bicicletas infantiles o de paseo plegables, se trataba de bicicletas sencillas, generalmente sin marchas. En tiempos más recientes se ha desarrollado una industria de bicicletas plegables de altas prestaciones, con todo tipo de comodidades: cambios, suspensión, etc.
En el año 2006 sir Clive Sinclair inventó una bicicleta plegable, la A-bike, con unas dimensiones minúsculas una vez plegada.

## Otros tipos de bicicletas
Véase también: Bicicleta anfibia.

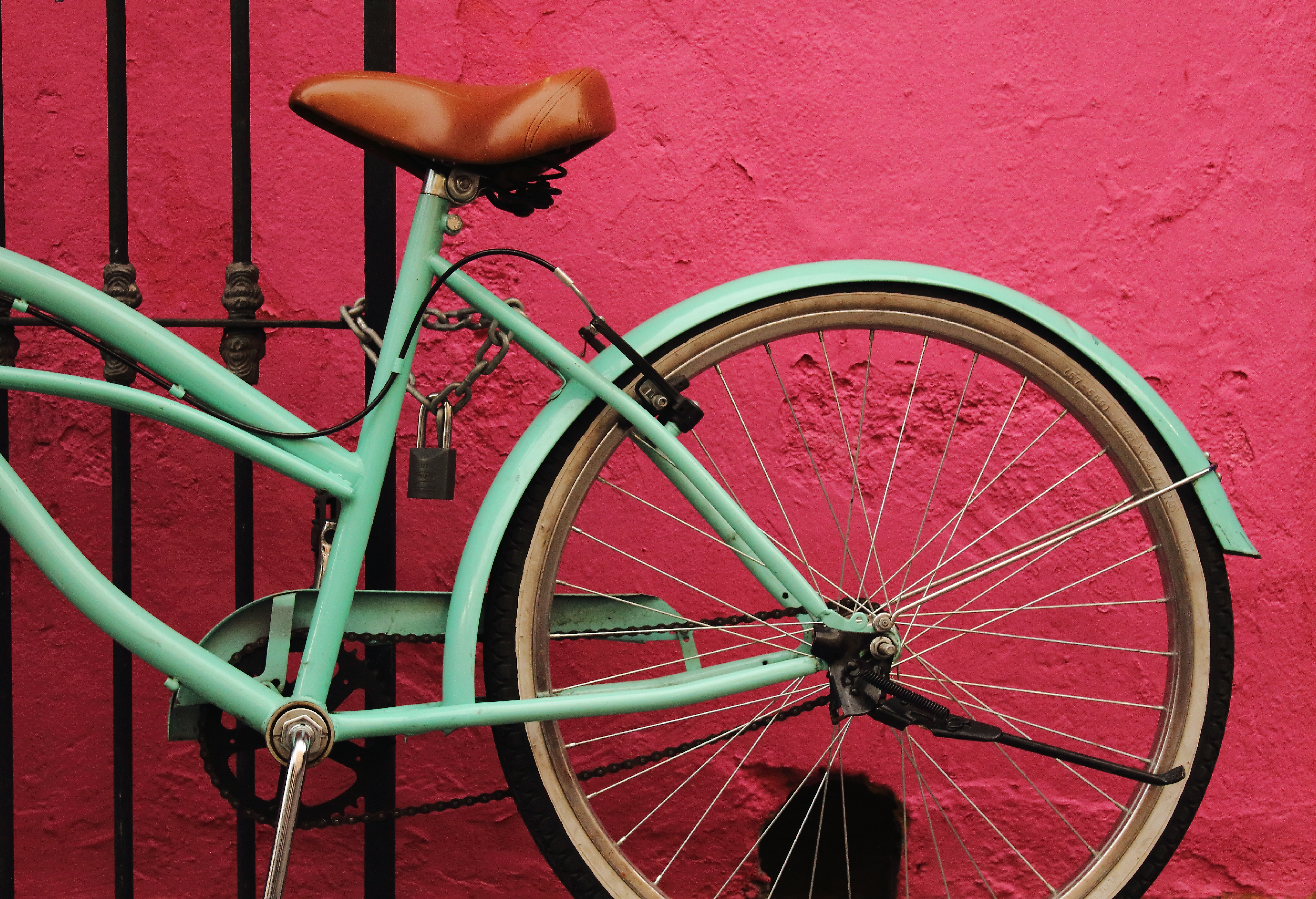
Bicicleta estilo clásico.

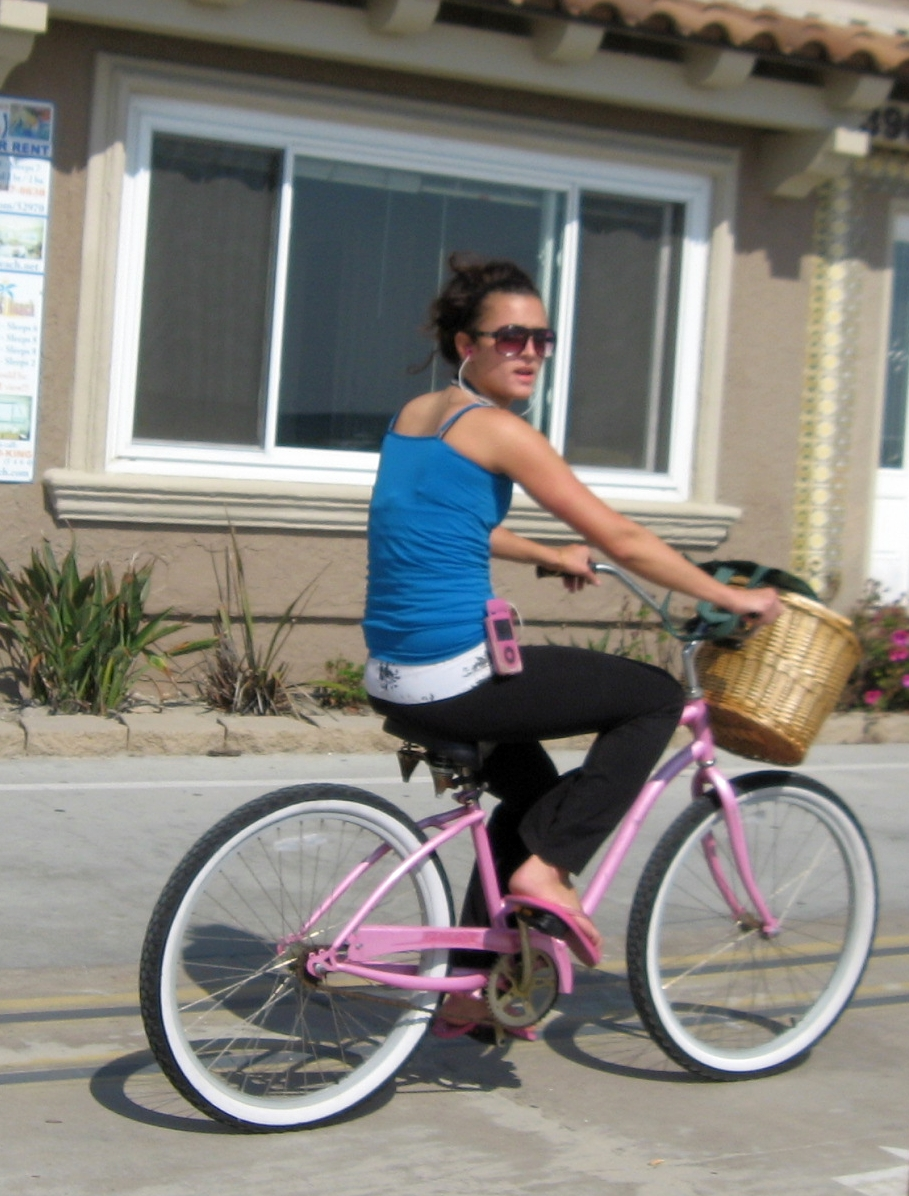
Bicicleta playera estilo California beach cruiser en California.

- Bicicleta híbrida: la bicicleta híbrida apareció, con esa denominación, un poco después que las bicicletas todo terreno. Su estructura o cuadro combina características de la bicicleta de carretera y la de montaña. Las híbridas suelen venir con ruedas 622 mm (700C) como las bicicletas de carretera/turismo, pero con neumáticos más anchos de 35-40 mm, más estrechos que en las de montaña, pero más anchos que en las de carretera. La horquilla de suspensión, en caso de llevarla, no está tan reforzada como en las BTT. En general pesan menos que estas últimas y sus componentes no son tan resistentes. Están diseñadas para un uso en caminos tranquilos o la ciudad, por lo que suelen también equipar luces y otros elementos de seguridad y de utilidad como portabultos.

- Bicicleta playera: las playeras descienden de las bicicletas introducidas en 1933 por Ignaz Schwinn en Chicago, modelos de una sola marcha con neumáticos anchos, similares a las motocicletas, pesadas y poco prácticas a menos que se conduzcan en áreas llanas como a lo largo de las costas y playas. Curioso también que de estas mismas, combinadas con las BMX, a mediados y finales de 1970 en la década pasada, en Marin County, California, nació la bicicleta de montaña.

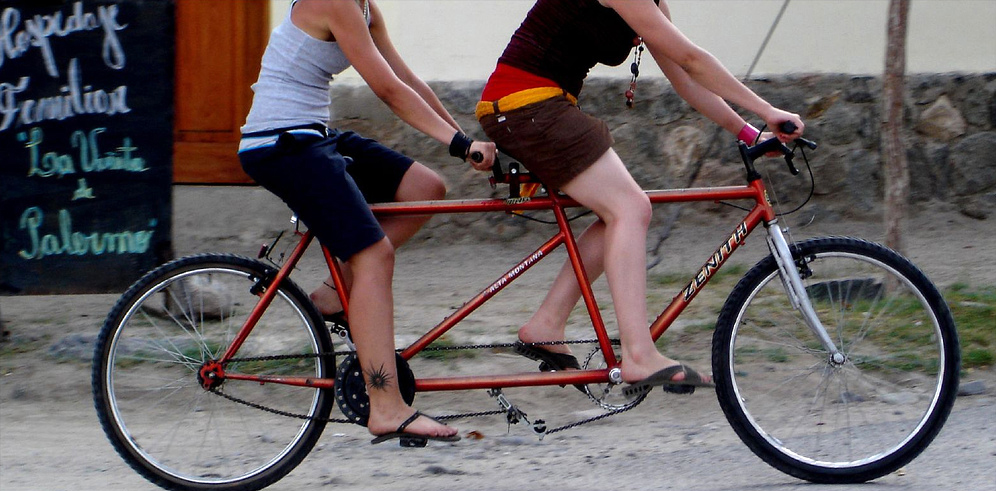
Bici doble (tándem).

- Tándem: los tándems aportan al ciclismo una nueva dimensión de disfrute y de rendimiento mecánico ya que con el doble de potencia humana, pero la misma área frontal exalta la potencia/peso, dos ciclistas bien coordinados en un tándem pueden avanzar más rápido y más lejos que uno solo. El ciclista delantero decide la dirección y controla las marchas. El resto de los ciclistas se limitan a pedalear coordinadamente. El diseño de tándem más común es el de dos plazas, aunque también existen algunos con tres plazas o más.

- BMX: es una bicicleta de cuadro y ruedas de diámetro pequeño. El tamaño de sus ruedas más común es de 20" y está destinada principalmente a acrobacias y competiciones de velocidad con saltos, normalmente no cuenta con cambio de velocidades, sino con una relación fija.

- Bicicleta chopper o para caballitos. Bicicleta con el asiento encima del eje trasero de modo que la rueda delantera puede ser alzada con facilidad, por ejemplo la bicicleta Vagabundo.[14]

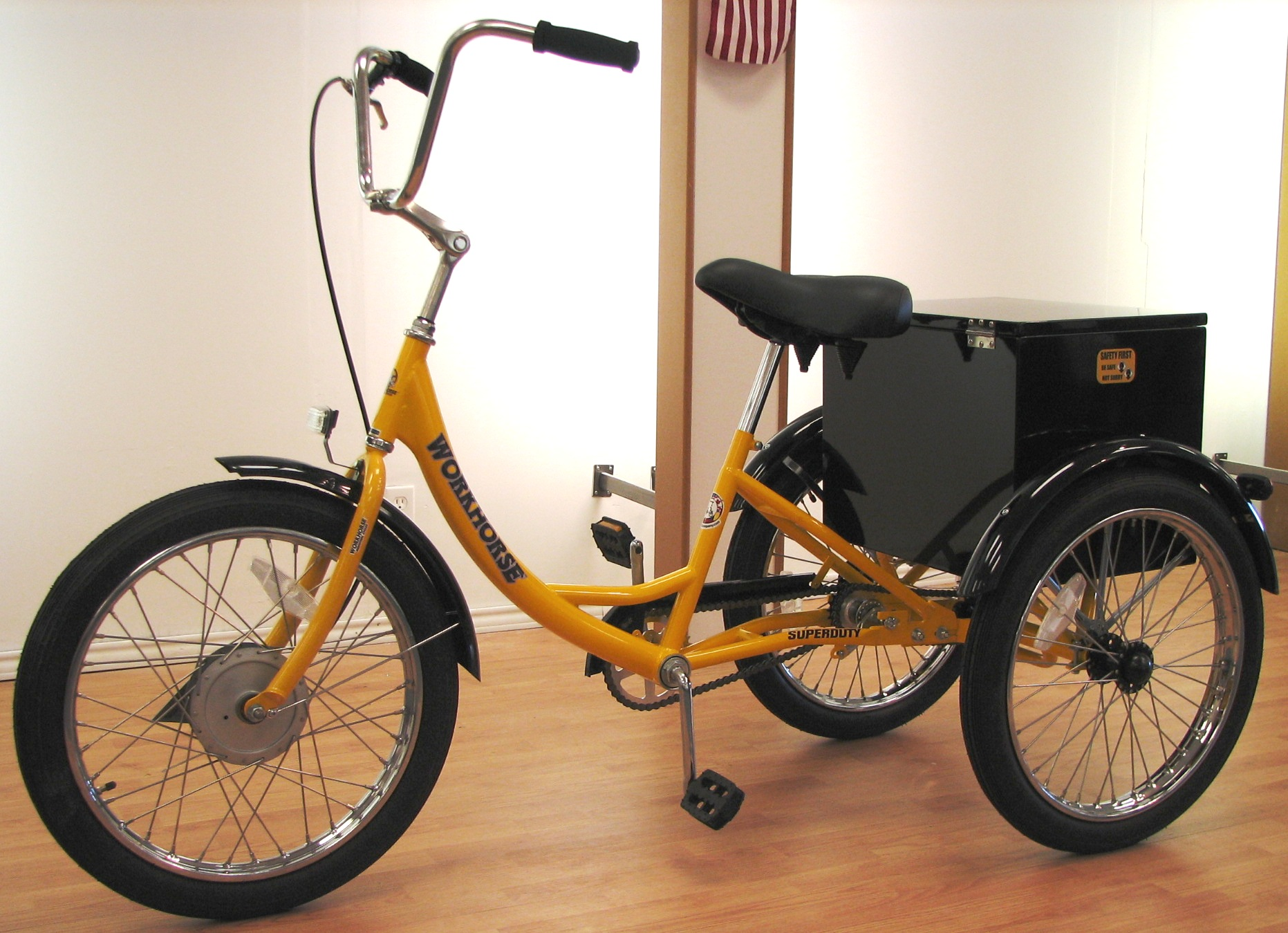
Triciclo de reparto.

- Bicicleta de reparto: particularmente usadas en los Países Bajos. Se caracterizan por tener el cuadro reforzado con una segunda barra superior para aportar más rigidez a la estructura de la bicicleta. Además del trasportín trasero tienen una parrilla delantera donde cargar la mercancía. Algunas disponen de un cajón delantero, por lo que tienen mayor capacidad de carga, pero son más pesadas.

- Bicicletas de tecnologías sustentables: Los modelos de bicis realizados en materiales no convencionales, como bambú, plástico y cartón, entre otros, se multiplican. Son amables, sustentables y con conciencia social. Cada vez más personas están buscando una alternativa de movilidad amigable con el ambiente. Tienen las características de ser silenciosas, fuertes, seguras, elegantes, livianas y vistosas. Véase también: Diseño sostenible

- Triciclo: bicicletas de tres ruedas. Son muy estables y se utilizan para llevar niños pequeños o ir de compras y para discapacitados con problemas de coordinación y equilibrio.

- Cuatriciclo: bicicletas de cuatro ruedas y doble pedal para discapacitados psíquicos que suelen ir con un monitor o acompañante.

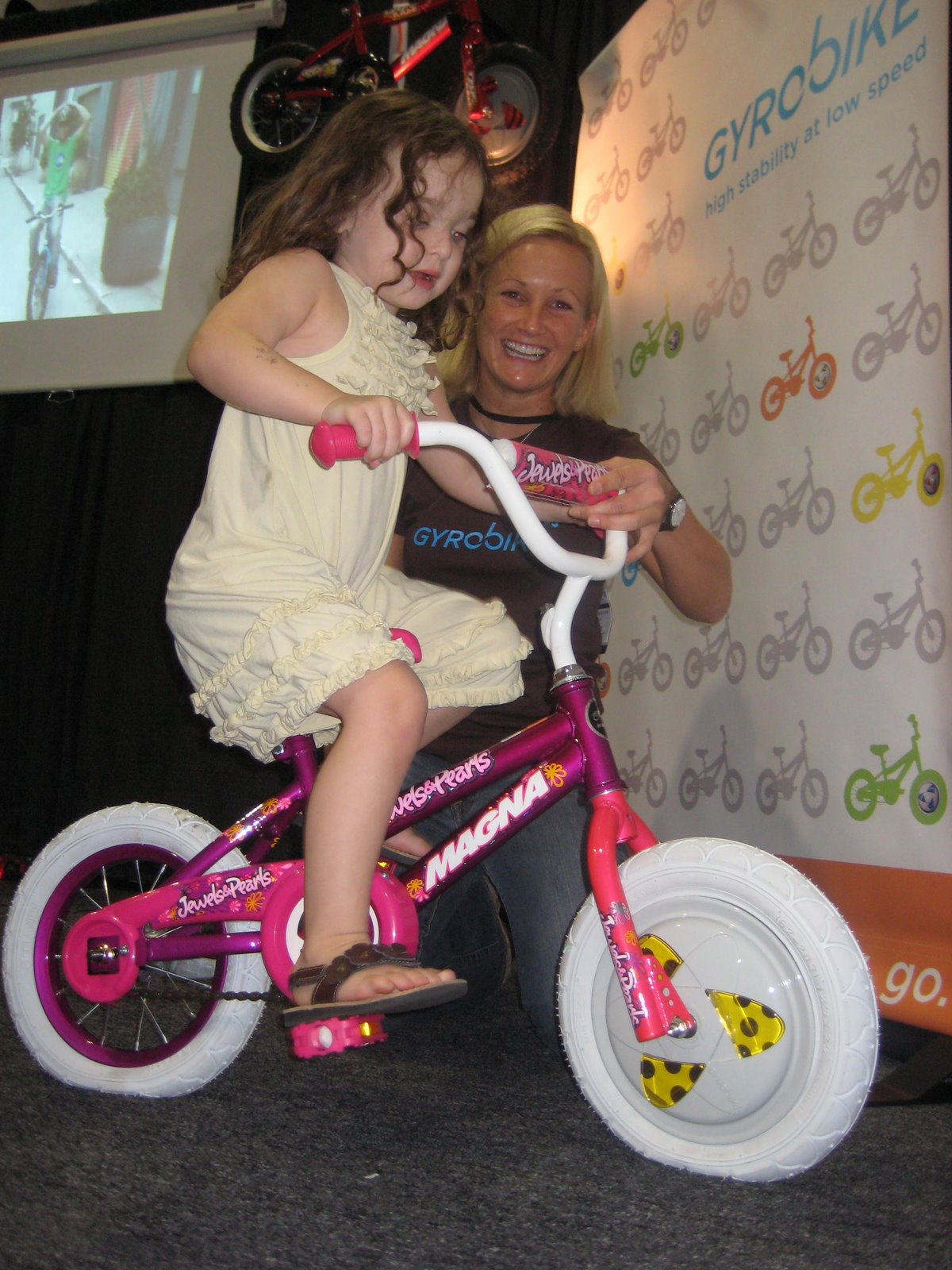
Girobici, o bicicleta que nunca se cae infantil.

- Bicicleta para niños: La bicicleta y la girobicicleta[16] ayudan al niño que desarrolle la coordinación física mientras experimenta la libertad y el movimiento.

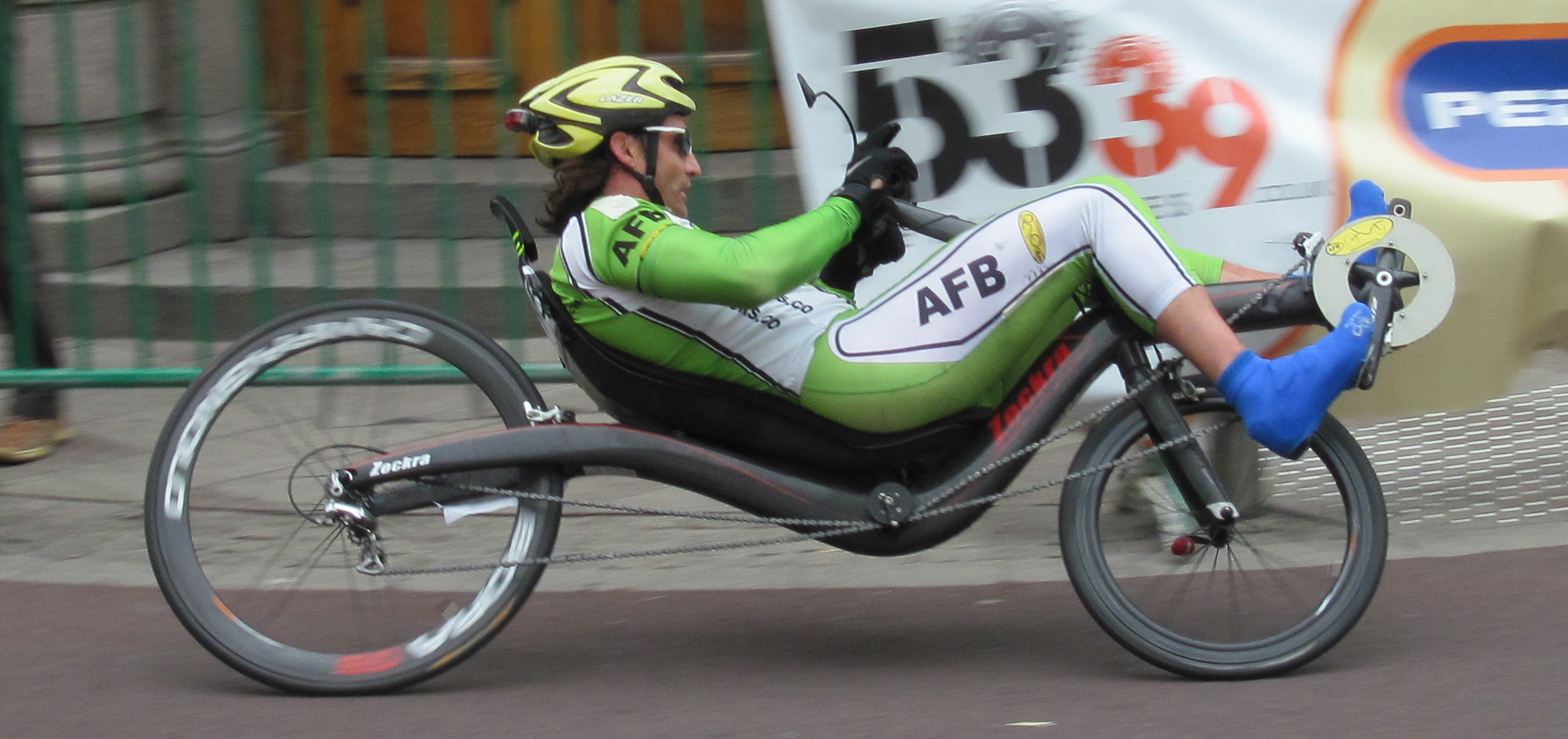
Bicicleta reclinada de competición.

Una tendencia innovadora es la bicicleta de bambú, presentada en el foro mundial de Medellín, Colombia, en 2015.

### Bicicleta reclinada y bicicleta de mano
- La bicicleta reclinada o recumbente (recumbent en inglés), es un tipo de bicicleta muy baja en la que el ciclista adopta una posición más cómoda (sobre todo), pero también más aerodinámica, por lo que en terreno llano o favorable es más veloz que la bicicleta clásica, pedaleando con el cuerpo casi en posición horizontal respecto al suelo. La rueda delantera suele ser más pequeña que la trasera. Su coste es muy elevado porque se suelen hacer por encargo a medida del ciclista. En algunos casos está cubierta por un carenado que suele ser de fibra de vidrio. Hay triciclos similares.

- La bicicleta de mano se trata de un tipo de bicicleta de tres ruedas que se propulsa, se dirige y se frena con los brazos. Hay modelos que tienen doble tracción (a elegir o a utilizar simultáneamente por el usuario): a mano o con las piernas. Existen muchos modelos: de montaña, de paseo, y de competición. Igual que ocurre con la bicicleta pédica (o propulsada por pedales para piernas), estas bicicletas se utilizan para el transporte, el ocio, o la competición. Véase también: Vehículos de tracción humana

### Bicicletas para personas discapacitadas

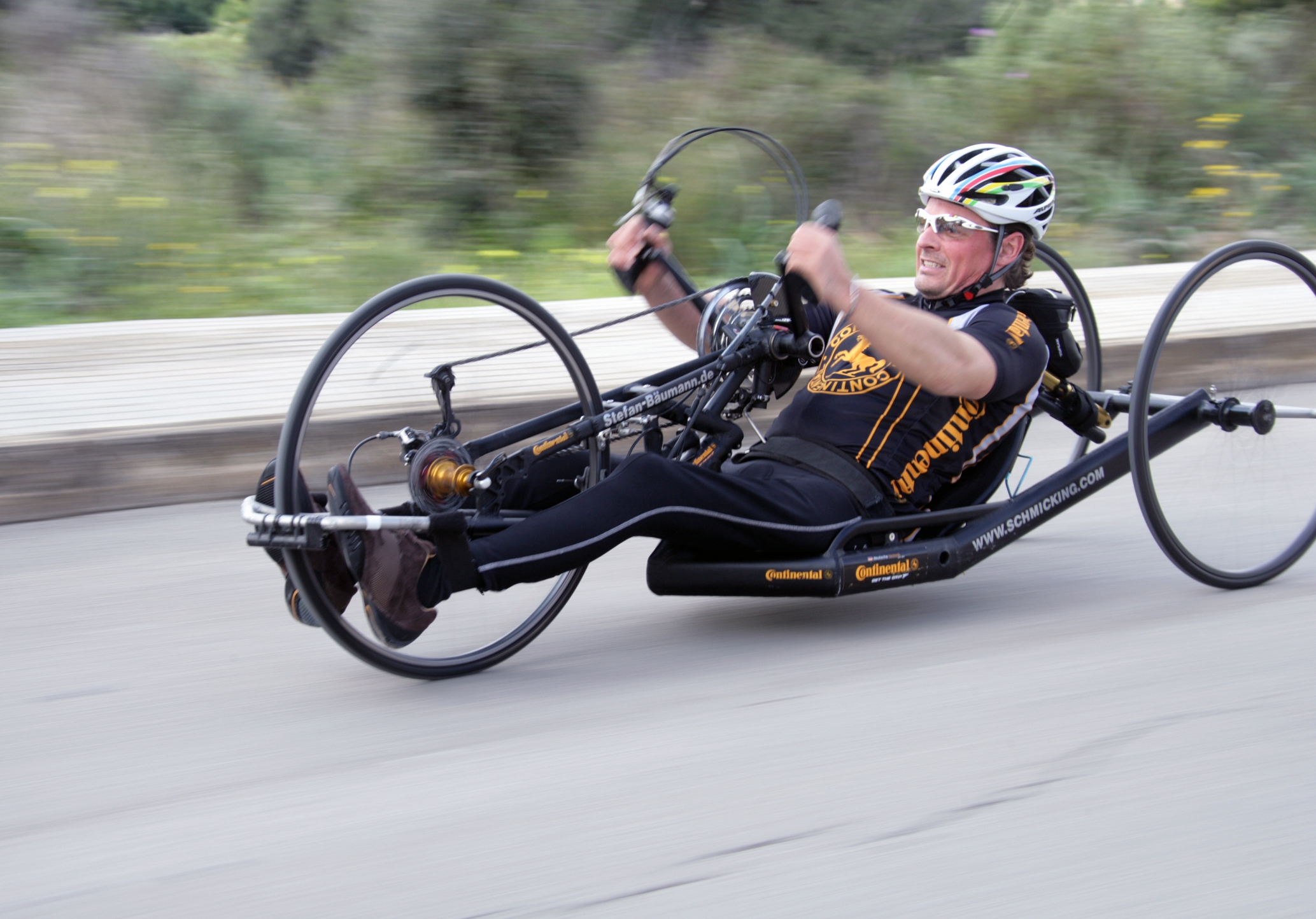
Bicicleta de mano de competición.

- La bicicleta de mano se puede utilizar también para todos aquellos que tengan algún tipo de discapacidad en las extremidades inferiores o en el tronco: lesionados medulares (parapléjicos y algunos tetrapléjicos), amputados, polio, etc. Es decir, para quienes, debido a algún tipo de discapacidad en las piernas o en el tronco, no puedan llevar una bicicleta propulsado por las piernas.
- Tándem para personas con discapacidades visuales: El tándem está indicado para personas que necesitan de un acompañante que los guíe.
- Triciclo (o cuadriciclos): El triciclo es una bicicleta de tres ruedas especialmente indicada para aquellas personas que tengan problemas de coordinación o equilibrio. Igual que la bicicleta genérica se propulsa con los pies y se dirige con los brazos. Según los modelos, se pueden muchos accesorios que se adaptan a las necesidades específicas del usuario: sistemas de control de tronco, manillares especiales, manillar suplementario para que, en caso necesario, el acompañante pueda ayudar a dirigir el triciclo, etc.

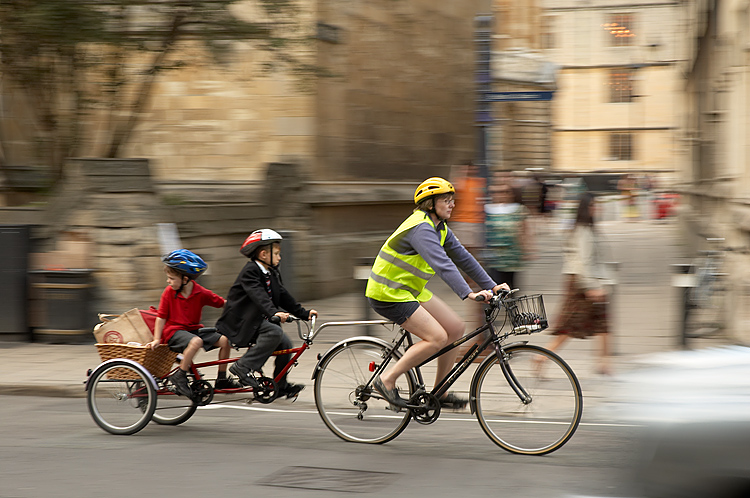
Bicicleta doméstica con bicicleta remolque.

### Bicicleta remolque y remolque de bicicleta
La bicicleta remolque o bicicleta portaniños es una herramienta ideal para dejar aparcado el coche, llevar a los niños al colegio a diario y hacer ejercicio. Muy cómoda y práctica, ideal para niños de seis a diez años, demasiado grandes para el asiento trasero, la bicicleta remolque va enganchada a un bastidor especial que puede acoplarse a la parte de atrás de cualquier bicicleta normal.

### Bicicleta chacarera

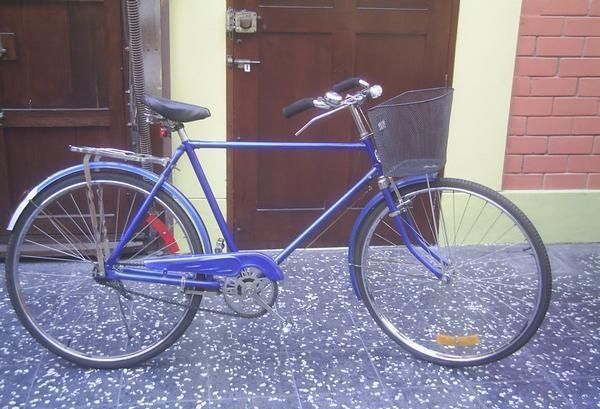
Bicicleta chacarera con canasta, nótese los tapabarros en la cadena y en las llantas, el piñón simple, y la parrilla en la parte de atrás para llevar a una persona más.

La bicicleta chacarera, muy similar a la bicicleta inglesa, es un tipo de bicicleta que se usa como vehículo de carga pesada y de transporte, su estructura es muy parecida a la de la bicicleta montañera y debido a eso algunas personas las confunden, la diferencia que esta no tiene cambios, tiene un piñón simple (a diferencia de la montañera que tiene un piñón múltiple), tiene tapabarros para cubrir las llantas y la cadena del lodo, sus neumáticos son más grandes, gruesos y resistentes que los de la montañera, sus frenos tienen más fuerza al momento de frenar, tiene una velocidad mayor a la de la montañera, es más pesada que la montañera, es mucho más resistente a las caídas que la montañera y puede circular por lugares donde la montañera no puede (como caminos empedrados); también tiene una parrilla en la parte trasera para llevar más cosas (a diferencia de otras bicicletas en las que solo se puede llevar a una persona, en ésta se puede llevar a dos). Estas bicicletas suelen ser usadas por los campesinos en terrenos agrícolas, son usadas especialmente para llevar grandes costales. Es muy común ver estas bicicletas en la sierra de Arequipa, Perú.

### Parientes de la bicicleta
Otros medios de transporte similares a la bicicleta, pero que se diferencian por su número de ruedas:
- Monociclo, con una rueda: no tiene timón (volante) ni frenos, pero sí tiene pedales.
- Triciclo, con tres ruedas: para niños muy pequeños; les permite aprender a moverse con un medio de transporte con bastante seguridad.
- Cuatriciclo: Se trata de bicicletas con cuatro ruedas, doble asiento, doble manillar y doble pedal. El acompañante puede ayudar o sencillamente dirigir el cuadriciclo (anulando una de las dos direcciones).

### Bicicleta de alta gama
Recientemente, marcas como Ferrari, Mercedes-Benz, Porsche, BMW y marcas independientes como Aurumania han lanzado al mercado modelos de bicicletas deportivas y de lujo. Cada uno diseñó sus versiones de bicicletas de paseo, mountain bike, de pista y piñón fijo o cross country. McLaren y Maserati han mostrado sus prototipos en salones de autos europeos.

### Aparatos inspirados en la bicicleta
- Bicicleta estática o para ejercicios: Es una máquina de ejercicios con un disco que es accionado a través de unos pedales y con un sistema de fricción cuya fuerza puede regularse para simular pendientes. Habitualmente dispone de un medidor de velocidad y uno de kilometraje. Los más sofisticados tienen contador de pulsaciones y hacen cálculos estimativos de las calorías gastadas en el ejercicio además de registrar los datos en una memoria.

- Bicicleta electrógena o generadora de electricidad: puede ser una bicicleta estática o dinámica que permite obtener energía eléctrica del pedaleo, principalmente usando una dinamo.[21] Las bicicletas dinámicas electrógenas llevan una batería, para almacenar la electricidad generada y, en su caso, poderla emplear en un motor eléctrico (véase bicicleta eléctrica).

## Seguridad en la bicicleta
El riesgo inherente de ir en bicicleta es muy bajo. De los 3 500 000 de ciclistas regulares en el Reino Unido, aproximadamente 10 mueren en accidentes que no implican a otros vehículos.
En cuanto a la circulación en carretera, según el Departamento de Transporte del Reino Unido los ciclistas británicos tienen una tasa de muertes y heridas graves por millón de kilómetros recorridos en bicicleta que es la mitad de la de los motociclistas y una octava parte de la de los automovilistas.
La seguridad en la bicicleta implica diversos aspectos. El tipo de bicicleta que tengamos determina en buena medida el uso específico que vayamos a darle y, por lo tanto, la seguridad puede sufrir variaciones. Otro factor determinante es el terreno donde conduzcamos: las normas de seguridad en una ciudad serán diferentes a las que existen en un descenso a través de una montaña.
Hay que distinguir y separar los siguientes aspectos en cuanto a la seguridad: mecánica, equipo de protección y conducción.

### Seguridad mecánica

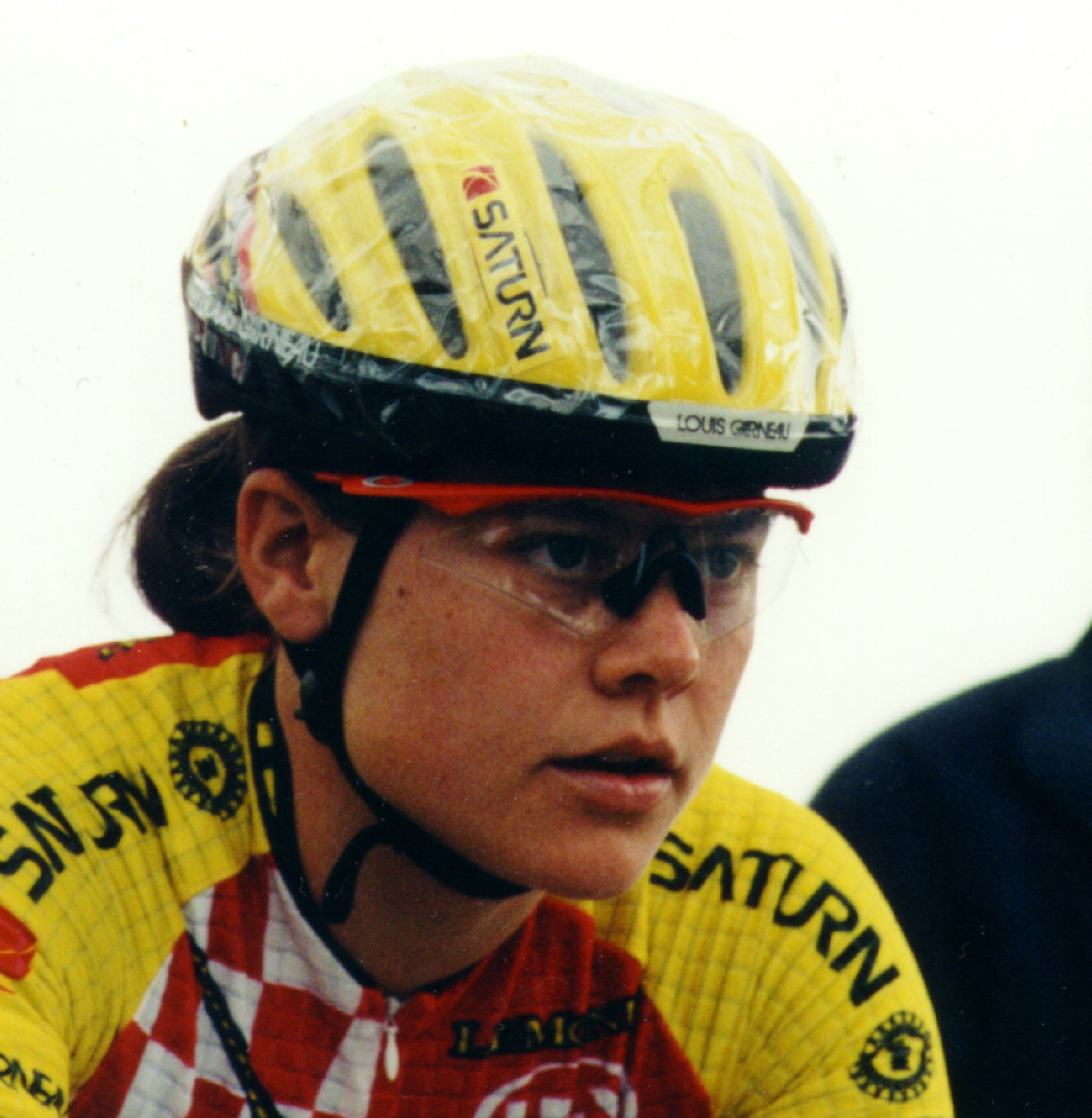
Para el uso de una bicicleta destinada para el ámbito deportivo, el casco es un elemento de seguridad que es obligatorio. Frecuentemente también se utilizan gafas de seguridad y guantes.

Para un uso seguro de una bicicleta, esta debe estar en buen estado. El punto más importante a considerar es el sistema de frenos, ya que sin este puede ocurrir fácilmente un accidente. Otros aspectos mecánicos importantes incluyen componentes en mal estado o mal colocados que pueden fácilmente fracturarse, doblarse o desprenderse originando un accidente, entre los accidentes más peligrosos por fallas mecánicas están los que implican que entre los radios de alguna llanta se atore un desviador u otro elemento, que se frene súbitamente una rueda por un cable flojo o que se desmonte una rueda en medio de un salto. Por lo anterior la mecánica de la bicicleta y su mantenimiento es importante en la seguridad del ciclista (véase la sección de mecánica).

### Equipo de protección
La protección en bicicleta puede agruparse en dos: protección personal y accesorios de seguridad en la bicicleta.
El casco de ciclismo es un elemento de seguridad pasiva que supuestamente contribuye a disminuir la incidencia y la intensidad de traumatismos craneoencefálicos. Mientras algunos estudios de caso-control han demostrado una reducción en traumatismos entre un 39 y un 85 %, numerosos otros estudios estadísticos han expuesto una falta de relación entre el uso del casco y la incidencia de traumatismos y algunos incluso sugieren que el uso del casco hace más probable que otros vehículos embisten a los ciclistas. De acuerdo con el estudio llevado a cabo por la Universidad de Bath en 2006, sobre 2500 conductores, cuando los conductores adelantan a ciclistas, dejan menos espacio —una media de 8.5 cm menos— entre su vehículo y un ciclista que lleva casco. Es decir, que el espacio se ve afectado por la apariencia del ciclista, ya que se llega a pensar que un ciclista que lleva casco está más experimentado, con lo cual más predecible en su comportamiento en la carretera.
Hay desacuerdos respecto a si el uso del casco debe ser obligatorio. La principal oposición a que el uso del casco sea obligatorio parte de la idea de que tal medida podría desalentar el uso de la bicicleta o a que una falsa sensación de seguridad incite a los ciclistas a conducir con menos precaución. La obligación del uso de casco de protección para ciclistas varía de unos países a otros. La primera ley que obligaba el uso de casco al circular en bicicleta fue aprobada en 1990, tras 10 años de promoción del uso del casco, en el estado de Victoria (Australia). Algunos países en los que se obliga al uso del casco en diversas circunstancias son Australia, Canadá, Chile, Colombia, Estados Unidos, Nueva Zelanda, España, Finlandia, Islandia y la República Checa. En algunos casos estas obligaciones están dirigidas exclusivamente a los menores a una determinada edad o a la circulación en vías exteriores al casco urbano. En el caso de España, la legislación obliga a utilizar casco homologado o certificado al circular con una bicicleta en vías interurbanas, ya sea como conductor o como acompañante, exceptuando dicha obligación en rampas ascendentes prolongadas, o por determinadas razones médicas acreditables o en condiciones extremas de calor.
Otros equipos de protección personal dependen de la actividad particular, siendo los más comunes las rodilleras y coderas para el ciclista de BTT, BMX o Biketrial. También es recomendado el uso de guantillas para mejorar la comodidad de conducción y para evitar abrasiones en las manos en caso de caídas
En cuanto a los accesorios de seguridad para la bicicleta dependen del tipo de ciclismo que se haga. Así una bicicleta de ruta podrá hacer uso de un «sacaclavos», una bicicleta para la ciudad de faros, timbre o timbre y espejo. Para uso de ciudad, el guardabarros es muy útil para mantener la limpieza del ciclista al emprender la ruta después de la lluvia.

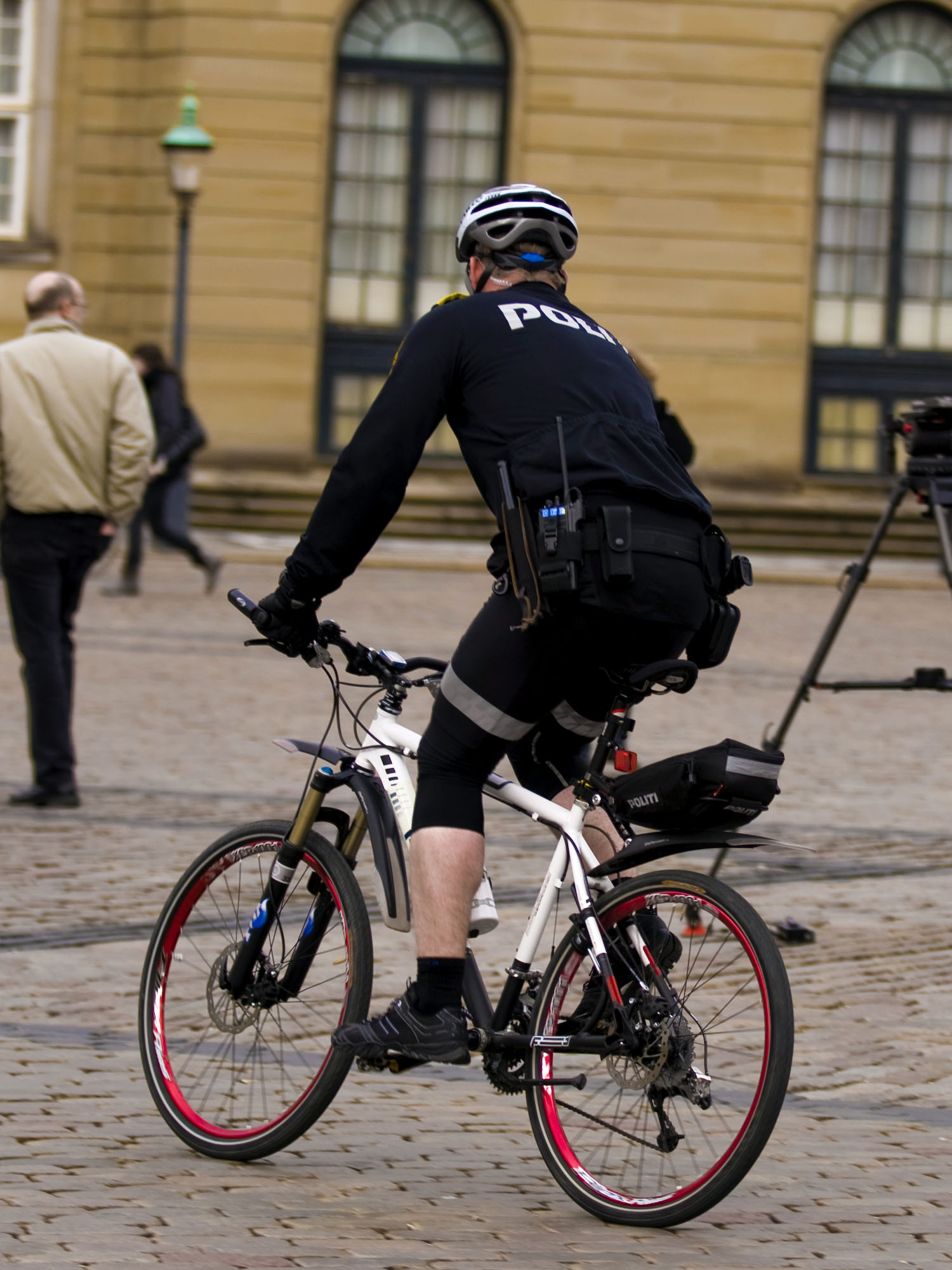
Policía danesa en bicicleta.

### Conducción

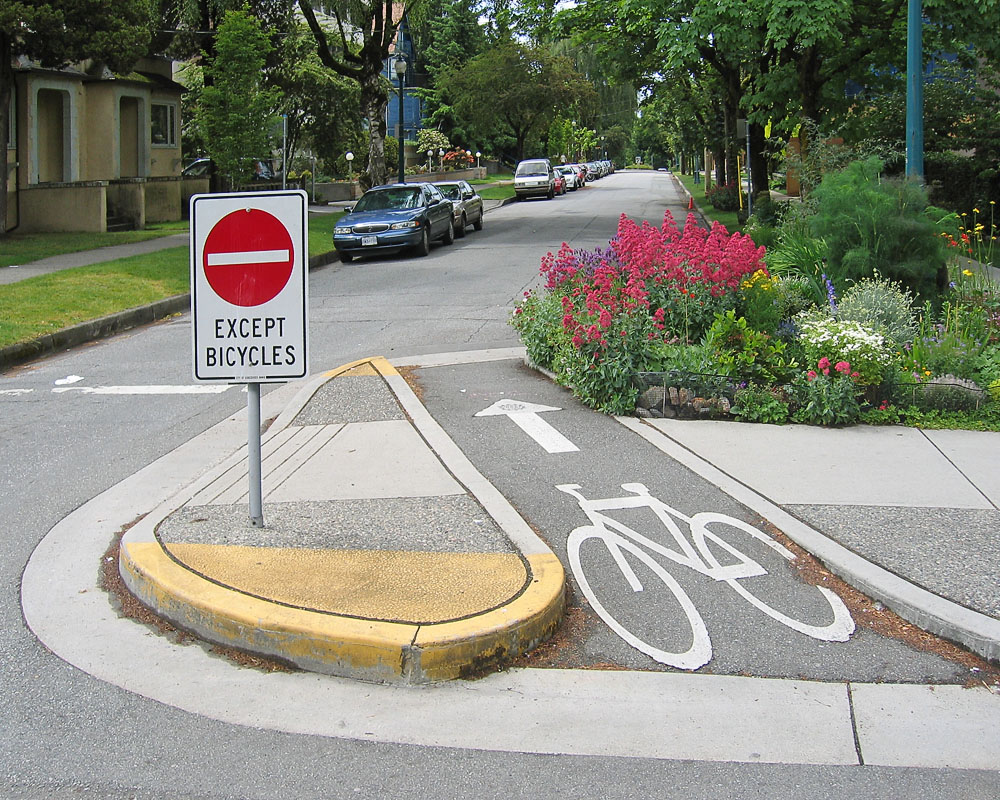
Las ciclovías suelen ser exclusivo para ciclistas.

El elemento común a todo ciclista en cuanto a su seguridad en la conducción es haber aprendido a montar correctamente y no distraerse. Dividamos la seguridad en la conducción según el tipo de ciclismo de que se trate. Si bien la conducción de una bicicleta es común a todos los tipos, existen aspectos técnicos particulares en cada tipo de bicicleta así como en cada medio donde se ruede.
Se destaca la conducción en carreteras, en campo y caminos así como en el medio urbano. Cada uno de los aspectos anteriores implica cuidados distintos. Es habitual que en vías interurbanas se tenga que circular por el arcén (o banquina) de las mismas, en el caso de que exista. En autovías también suele existir la misma regla, además de que en España solo podrán circular por ella los conductores mayores de 14 años.
En cuanto al medio urbano tenemos que cada vez es más usual que se habiliten ciclovías para incrementar la seguridad de los ciclistas. Dichos carriles suelen ser de uso exclusivo para ciclistas, vehículos de discapacitados y patinadores. En algunos lugares, como por ejemplo en España y Colombia, en vías interurbanas, es obligatorio circular con casco. Otras formas de protección son los guantes de cuero, rodilleras y coderas; estos últimos complementos se utilizan especialmente en modalidades de ciclismo de alto riesgo. Además, en Suiza, es obligatorio que la bici esté cubierta por una póliza de muy bajo coste para poder circular.
Consejos de seguridad para ciclistas
- Conduce ocupando tu carril en ciudad, si circulas pegado a la derecha puedes chocar con coches y peatones que se asoman, puertas de coches que se abren o ser adelantado sin mantener una distancia de seguridad. Hazte respetar en la calzada.
- Conduce de forma predecible — Sigue las mismas trayectorias que los vehículos de motor sin zigzaguear.
- Avisa antes de moverte o detenerte — Las señas con las manos permiten a los demás saber lo que vas a hacer.
- Mira hacia atrás – Aprende a ver sobre tu hombro sin mover el manillar o perder el equilibrio. El uso de espejos es una opción.
- Obedece los señalamientos de tránsito (semáforos, señales y carriles) — Los ciclistas deben seguir las reglas de tránsito como cualquier otro vehículo.
- Sigue los carriles marcados — No gires a la izquierda desde el carril derecho. No sigas de frente en un carril exclusivo para girar a la derecha. Toma tu carril oportunamente.
- Circula por tu derecha — Siempre por la derecha en el sentido del flujo vial. Ir en contra del flujo vial, además de constituir una infracción grave, es muy peligroso.
- Toma las calles e intersecciones con precaución, mirando bien antes la situación de los peatones o de otros vehículos.
- En ciudad intenta circular por calles tranquilas, evitando ir por la acera.
- Es muy importante informarte de la normativa del lugar por la que conduces, ya que no existe una normativa común como sucede con otros vehículos.

## Anatomía de la bicicleta

Diagrama de los componentes de una bicicleta.

Existen diferentes tipos de bicicletas, pero básicamente todas son similares, aunque los componentes difieran en calidad, diseño y peso, así como en la agilidad y modalidad de uso. En orden de importancia, una bicicleta está formada por los siguientes componentes:
- Cuadro: El más común, es en forma de rombo, también llamado de diamante o de doble triángulo. Los clásicos eran de hierro o acero; hoy en día, cuando es acero el cromo-molibdeno se denomina «Cro-Moly» o «Cromoly». También pueden ser de aluminio o de titanio, o incluso de fibra de carbono entre otros materiales.[33]
- Horquilla: Pieza formada por el tubo de dirección que sujeta el buje de la rueda delantera; puede ser fija o con suspensión.
- Ruedas: Después del cuadro, las ruedas son el elemento de mayor importancia para el rendimiento de la bicicleta. Son los únicos elementos que están en contacto con el suelo y los que le proporcionan la tracción necesaria para el movimiento. Cuando las ruedas giran, cada una de ellas actúa como un giroscopio, lo que ayuda al equilibrio y estabilidad de todo el conjunto.
- Neumático: El neumático es parte de la rueda y es la combinación de una cubierta protectora y una cámara inflable instalada alrededor de la llanta que le da rigidez y sirve de estructura al eje de rodadura de la bicicleta.
- Transmisión: Incluye los cambios de marcha externos tipo desviadores (dérailleur) delanteros y traseros y cambios internos en el buje de la rueda trasera, ambos manejados por palancas de cambio.
- Palanca de cambio: Cambiadores de marchas incluyen cambiadores de puño y cambiadores de pulgar entre otros.
- Frenos: Incluye las palancas de freno y sistemas de frenos (pastillas de freno)
- Potencia: La potencia (o tija del manillar), en conjunto con la horquilla delantera, son los componentes de una bicicleta que proporcionan una interfaz entre sí con el tubo frontal del cuadro.
- Manillar: Los manillares varían entre una anchura de 52,5 a 60 cm (21 a 24 pulgadas), los anchos permiten un control a velocidades bajas mientras los estrechos son mejores para velocidades altas, los estrechos además son convenientes en la ciudad para escurrir entre los automóviles. Un tipo de manillar se denomina «cola de ballena». Se distingue de los demás en que carece de los extremos libres que caracterizan al manillar tradicional.[34]
- Sillín: De los sillines existentes en el mercado, unos son delgados y ligeros para reducir el peso mientras otros modelos anatómicos están diseñados para el confort.
- Tija de sillín: Se denomina tija al tubo de soporte del sillín.

## Reparación

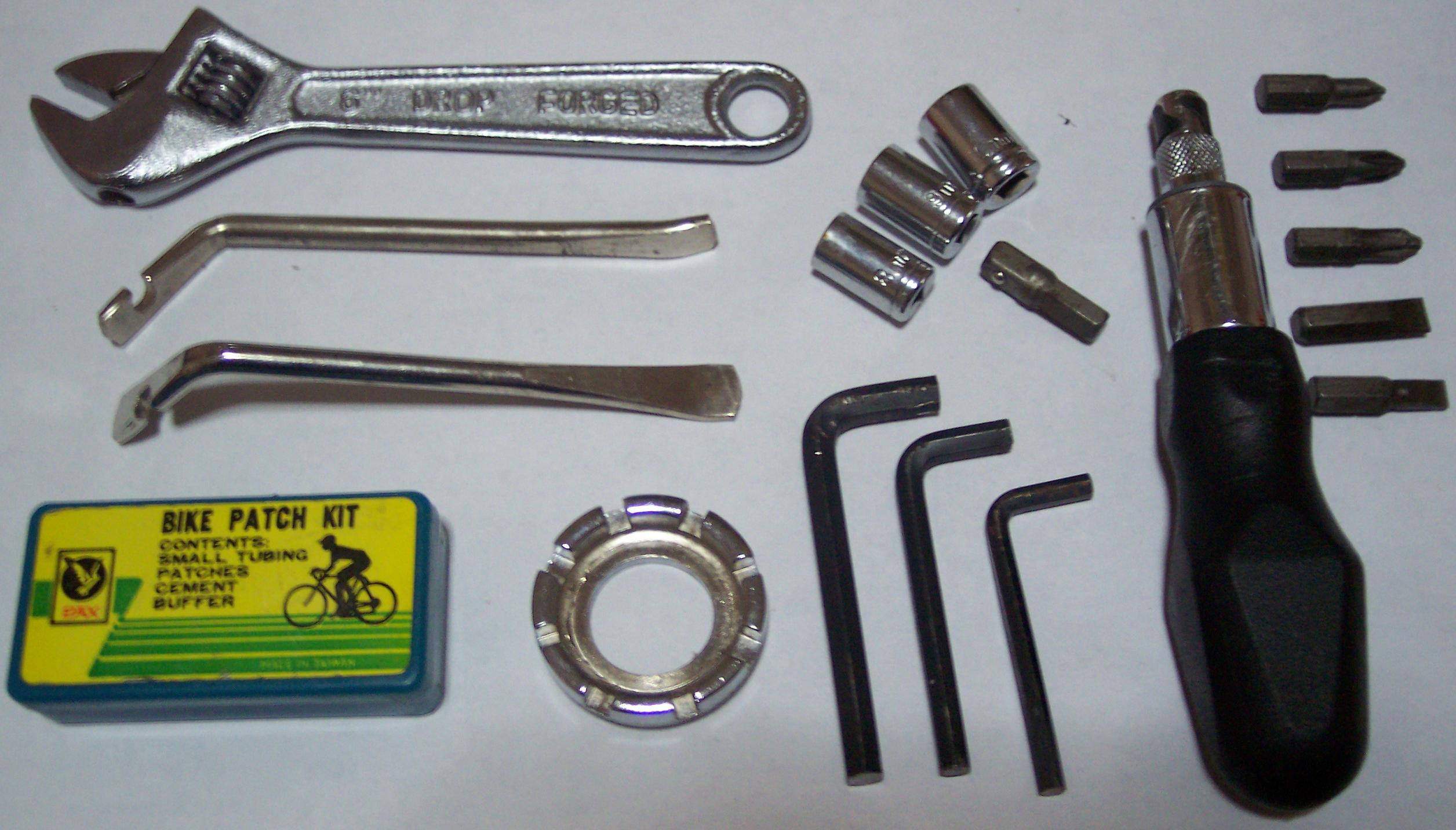
Herramientas básicas para reparación de una bicicleta. 1) Llave inglesa. 2) Palancas para desmontar cubiertas. 3) Estuche de parches para reparar cámaras. 4) Llave para radios. 5) Llaves de tubo de 8, 9 y 10 mm. 6) Puntas de destornillador planas y de estrella. 7) Llaves Allen de 4, 5 y 6 mm. 8) Destornillador de puntas intercambiables.

Del conocimiento sobre la reparación de una bicicleta y su ajuste dependerá en muchos casos el bienestar del ciclista. Es necesario conocer los elementos mecánicos que componen una bicicleta para poder repararla y ajustarla.

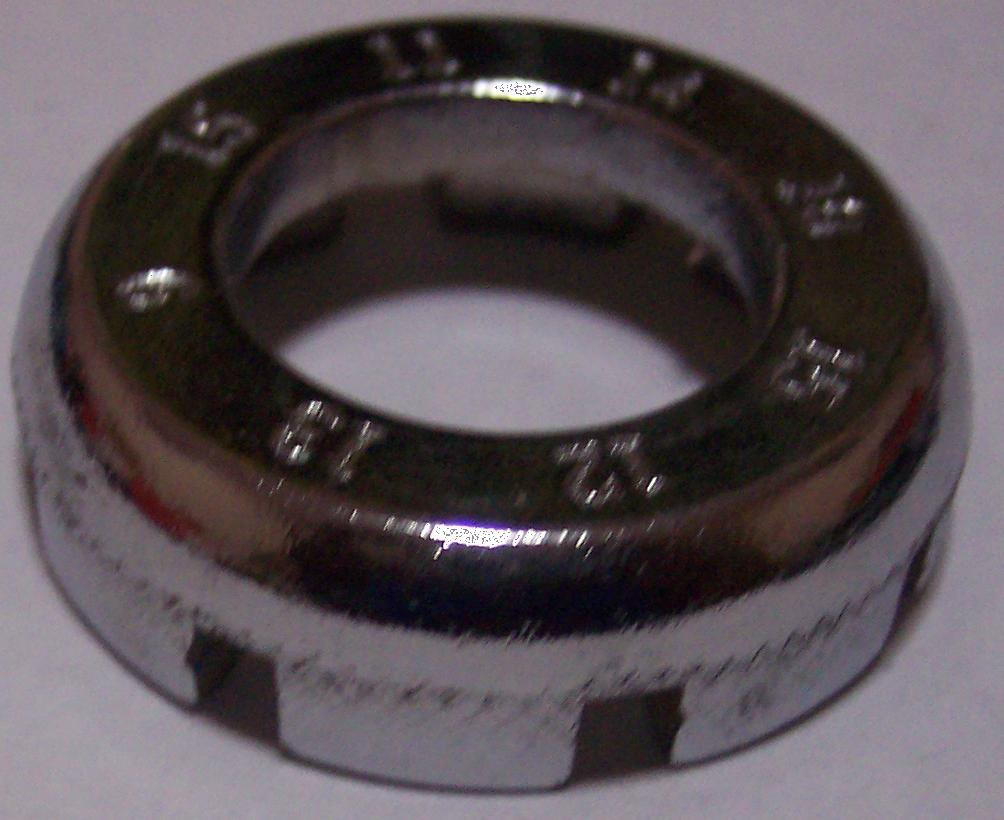
Llave para radios. Cada una de las aberturas de la parte inferior tienen asociado un número el cual se corresponde a un tipo determinado de cabezal de radio.

En concreto es imprescindible ser capaz de reparar un pinchazo de la cámara (o al menos de cambiarla), ajustar las alturas de sillín y manillar, enderezar la dirección, tensar los frenos y enganchar la cadena. Todas estas operaciones se pueden realizar con herramientas sencillas y comunes.
Otras operaciones requieren herramientas especializadas. Para montar y desmontar los eslabones de una cadena se usa el tronchacadenas o cortacadenas.
Los pedales se desmontan con una llave especial que viene a ser una llave plana, pero de menor espesor y con un brazo largo, además el pedal izquierdo tiene rosca a izquierdas.

Hay llaves similares a las de pedales para ajustar el buje, pues las ruedas de bicicleta en lugar de llevar rodamientos rígidos de bolas suelen llevar rodamientos de bolas de contacto angular. Es necesario ajustar la presión del cono, para que no quede suelto ni frenado.

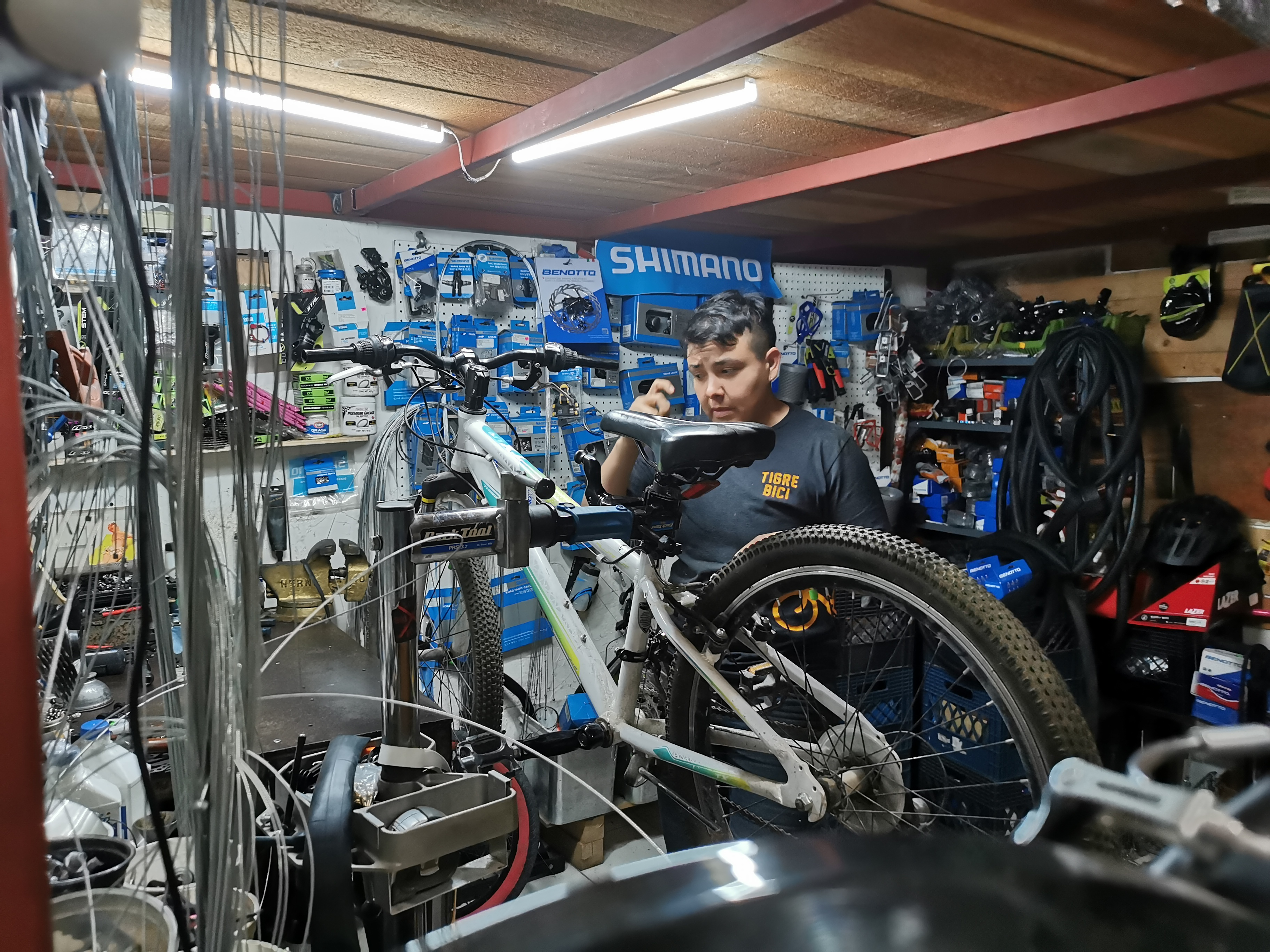
Mecánica revisando una bicicleta.

En las bicicletas de cambios externos, se requiere de una llave especial para desmontar el cassette de piñones de la rueda trasera. Además hay varios tipos diferentes, según el fabricante de buje.

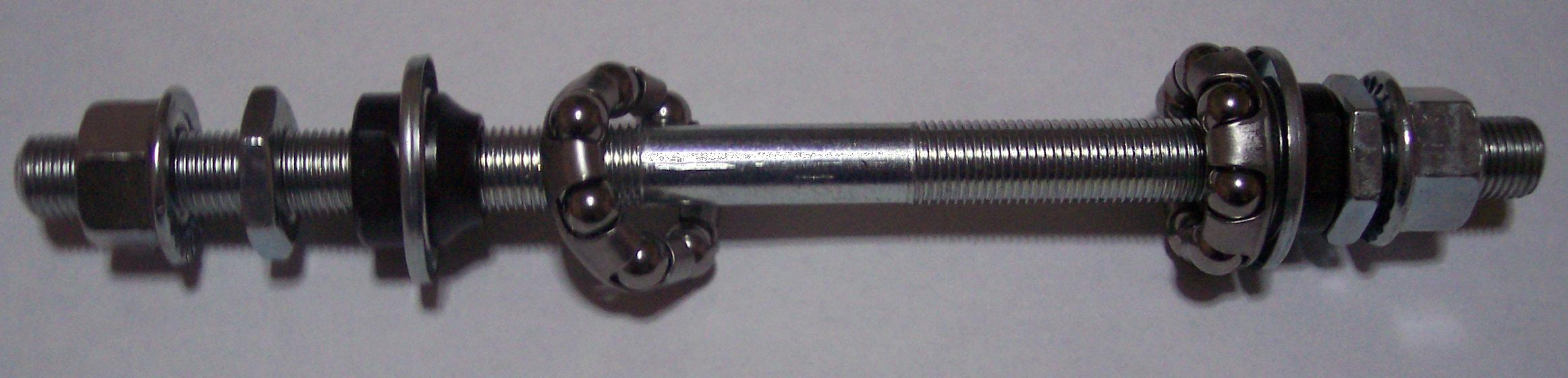
Eje de rueda de tornillo. Los elementos principales se colocan de forma simétrica a ambos lados. De izquierda a derecha: tuerca con superficie ampliada de soporte, tuerca para tope del cono, cono con cubrepolvo y coronilla.

Para cambiar o ajustar un radio (rayo en Hispanoamérica) de una rueda se usa una llave especial. Para ajustar una rueda y evitar que esté alabeada, ovalada o descentrada; y también para montarla de cero, se usa, además un banco de ruedas, aunque se pueden hacer ajustes aproximados usando la horquilla de una rueda.
La forma más común de adaptar una bicicleta a una persona es mediante la altura del asiento o sillín. Este está fijado a la tija, un tubo que va apretado en el cuadro de la bicicleta. Cuanto más alta sea la persona más alto deberá estar el asiento. Sin embargo, las dimensiones del cuadro son también importantes para una posición de conducción adecuada.

## Complementos

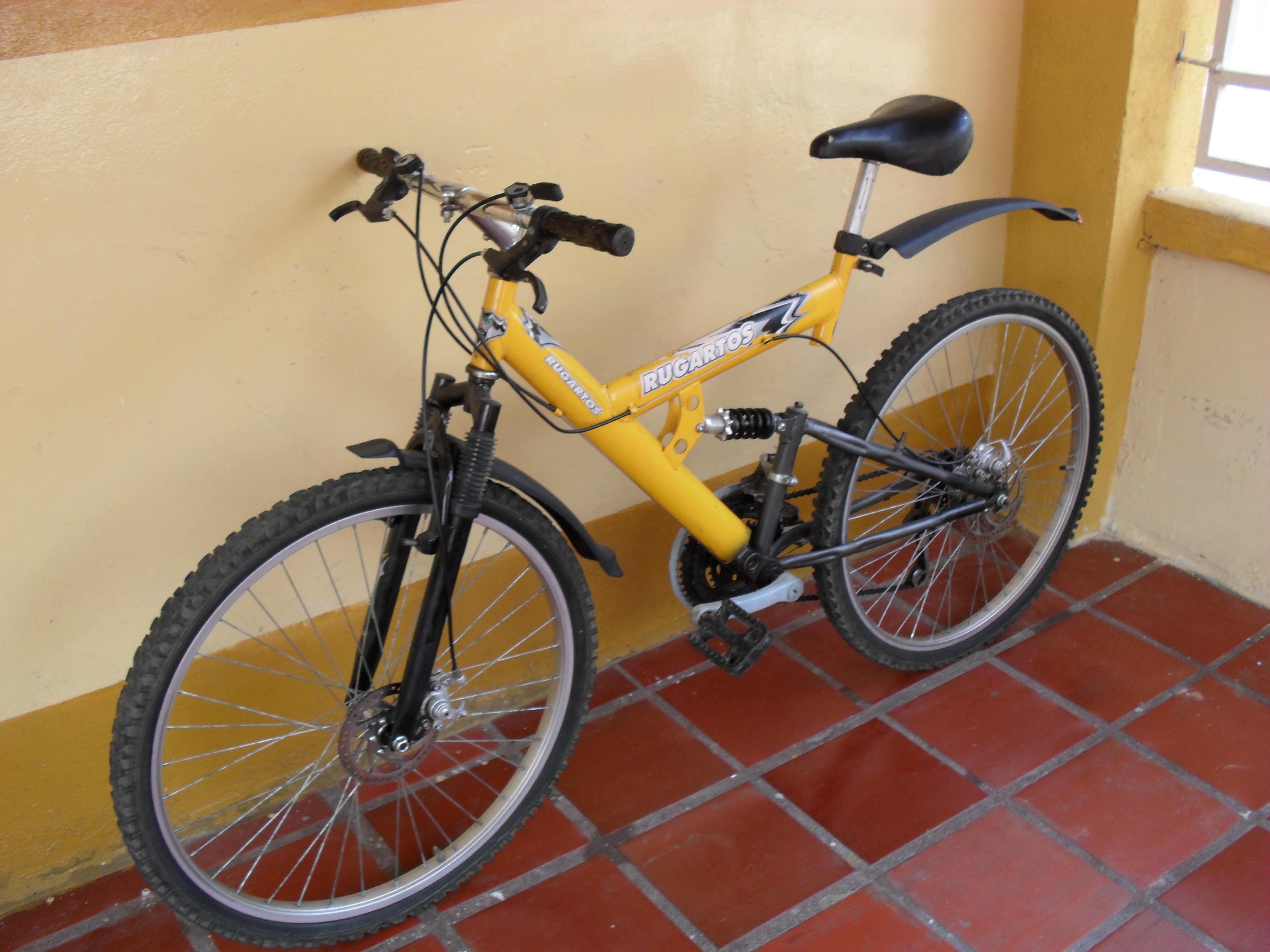
Bicicleta con suspensión y freno de disco.

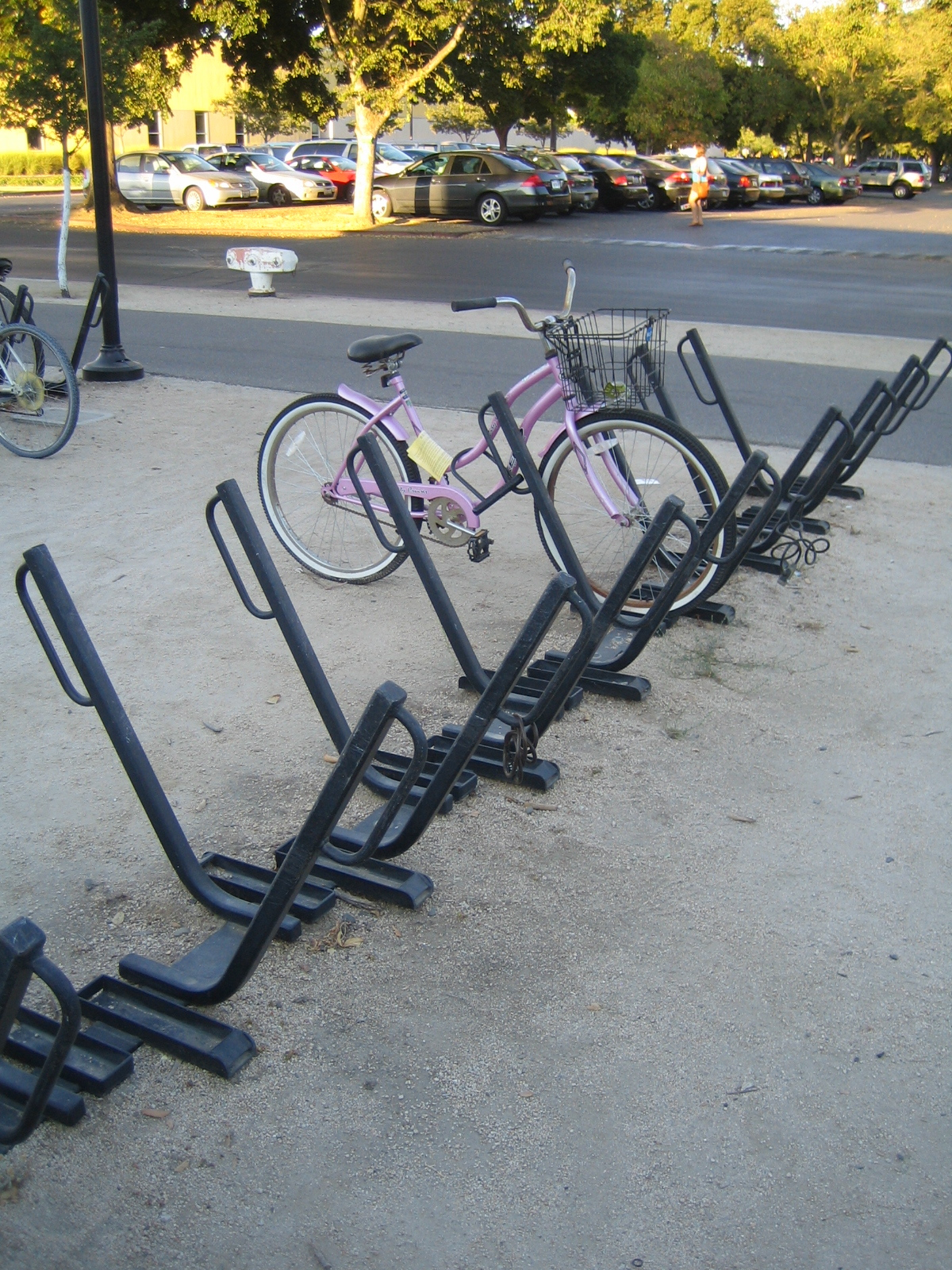
Estacionamiento de bicicletas tipo Davis.

- Bomba de aire, también conocida como inflador, hinchador o bombín.
- Alforjas, canastas y otros recipientes para cargar pequeñas mercancías.
- Asiento trasero/delantero para niños.
- Calapiés o rastrales, correas asidas a los pedales para una mayor sujeción de los pies.
- Cuernos de cabra o toro, suplementarios en los manillares para escalada o competición contra reloj.
- Portabotellines, portabidones o portabotellas en el triángulo para llevar la bebida, generalmente en un botellín de plástico.
- Reflectores, en los cantos de los pedales o bajo la parte trasera del sillín, en las ruedas, en el transportín; los delanteros son blancos y los traseros rojos.
- Alumbrado eléctrico delantero blanco y trasero rojo; variante con dínamo.
- Ruedas de ayuda, ruedines, estabiciclos, ruedas estabilizadoras, ruedas entrenadoras, ruedas de entrenamiento, o ruedas auxiliares; para aprender a montar en bicicleta —son dos ruedas pequeñas que se colocan una a cada lado de la llanta trasera—. También se pueden emplear ruedas con giroscopios (girorruedas).
- Bolsa de herramientas bajo el sillín o el triangular en el cuadro para reparaciones básicas, con llaves Allen, etc.
- Los portaequipajes permiten colgar las alforjas.
- Caballete o pata de cabra.
- Timbre o bocina.
- Remolque para cargar mercancía.
- Remolque para llevar a los niños.[35]
- En algunos países y para bicicletas de niños, es obligatoria la instalación de un banderín alto que haga más visible la bicicleta.
- Casco, para protección de la cabeza del ciclista.
- Ordenador, para monitorizar diversos parámetros de la marcha como velocidades, tiempos, frecuencia cardíaca, etc.
- Toldo, para proteger del sol y la lluvia.[36]
- Guardabarros, cubierta a la altura de la rueda para evitar la salpicadura de lodo al ciclista.
- Cubrecadenas, para proteger a la cadena, la catalina y el piñón del barro y la suciedad.
- Espejos retrovisores a cada lado del timón para poder ver lo que sucede atrás sin necesidad de voltear la cabeza a cada rato.
- Luces, para avisar la presencia de una bicicleta en movimiento en la oscuridad, para así evitar choques y accidentes.
- Canasta, la cual se coloca sobre el timón en el centro de éste, la cual se usa para llevar objetos pequeños.
- Parrilla, la cual se coloca atrás del asiento o sillín para llevar a una persona más
- Estuche o cartuchera, para guardar cosas pequeñas, el cual se coloca debajo del tubo superior que sirve para llevar a una persona.
- Cubrerrayos o cubrerradios, el cual se coloca sobre los rayos o radios para protegerlos del polvo y el barro.
- Cadena con candado, para estacionar la bicicleta en un lugar y evitar que sea robada.
- Portacelulares, para colocar el celular y así poder usarlo mientras se maneja; también hay impermebales para evitar que se moje el celular en caso de que llueva.
- Esponja, se coloca en los manubrios para tener un mejor agarre y evitar que salgan ampollas en las palmas de las manos, también se coloca en el tubo superior para llevar más cómodamente a una persona.

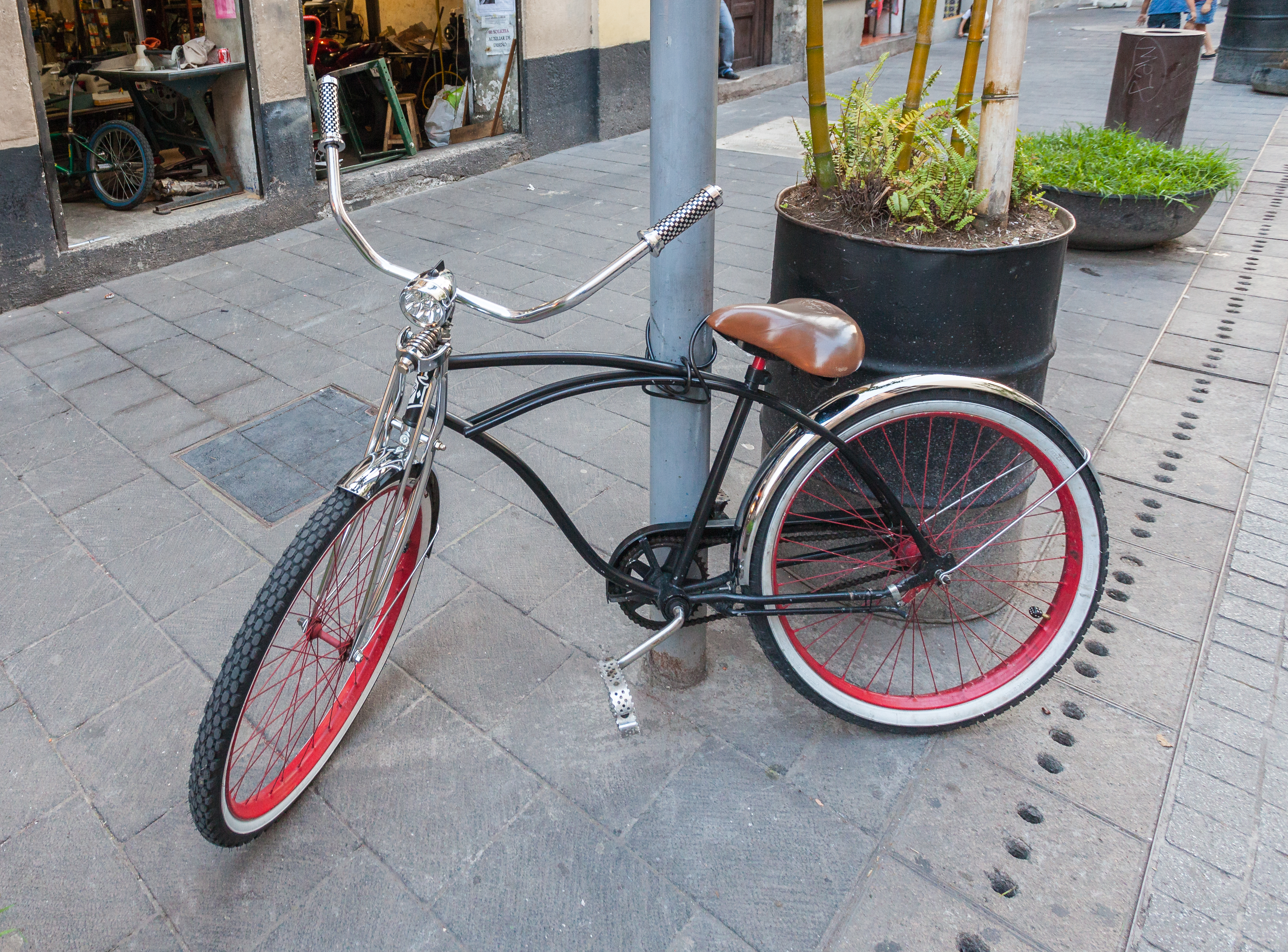
Bicicleta encadenada a una farola en Ciudad de México.

## Salud en bicicleta
El uso frecuente de la bicicleta conlleva beneficios directos a la salud, a continuación algunos de ellos:
- Músculos: Durante el pedaleo están implicados los músculos de las piernas; en el equilibrio abdomen, lumbares y espalda; y al sostener el manillar, hombros y brazos. Estos trenes musculares son ejercitados con la actividad ciclista.
- Sistema esquelético: El uso de la bicicleta tiene un efecto positivo sobre la densidad ósea y la fuerza debido a la tensión que el cuerpo aplica en el pedaleo y conducción del velocípedo. El movimiento cíclico de las piernas estimula los músculos de la espalda baja, donde las hernias discales son más probables de ocurrir. De esta forma la columna vertebral se refuerza y asegura contra tensiones externas. En particular, el ciclismo puede estimular los músculos pequeños de las vértebras que son difíciles de afectar a través de otro ejercicio. Esto puede ayudar a reducir la probabilidad de los dolores de espalda y otros problemas.
- Protección de articulaciones: El ciclismo es especialmente bueno en la protección y la alimentación de cartílagos, ya que el apoyo de la bicicleta redunda en que las fuerzas que actúan como consecuencia de peso corporal se reducen drásticamente. El movimiento circular de la bicicleta ayuda al transporte de la energía metabólica a los cartílagos, reduciendo la probabilidad de la artrosis.
- Estrés: El ciclismo tiene un efecto relajante considerable debido a su movimiento uniforme, cíclico que estabiliza las funciones físicas y emocionales del cuerpo. Esto contrarresta la ansiedad, la depresión y otros problemas psicológicos. El ejercicio también controla el equilibrio hormonal.
- Oxigenación: La respiración es a menudo afectada por la adiposidad y la falta de ejercicio. Entre otras cosas, la actividad física regular y moderada fortalece los músculos respiratorios, lo que conduce a una mejor ventilación de los pulmones y por lo tanto tiene un efecto positivo en el intercambio de oxígeno.
- Corazón: El ciclismo es ideal para entrenar el corazón y hacerlo más fuerte y menos propenso a enfermedades cardíacas. Al usar bicicleta todos los factores de riesgo que conducen a un ataque al corazón se reducen y al hacerlo regularmente se minimiza el riesgo de ataque cardíaco en más de un 50 %.
- Obesidad: El ciclismo es ideal para enfrentar los problemas de obesidad pues un 70 % del peso del cuerpo recae sobre el sillín, permitiendo así a las personas que de otra manera no podrían moverse fácilmente hacer ejercicio para mejorar su forma física y estimular el metabolismo de las grasas. A su vez, el uso de la bicicleta contribuye a la reducción de peso por la quema de energía.
- Colesterol: El ciclismo puede entrenar al organismo a utilizar las reservas de grasa favoreciendo el equilibrio en el nivel del colesterol. El ejercicio regular durante la juventud es un factor de prevención contra el exceso de peso en los adultos.
- Presión arterial: El ciclismo moderado puede prevenir, o al menos reducir, la presión arterial alta y así ayudar a evitar un accidente cerebrovascular o daño a los órganos. La presión arterial se reduce a menor frecuencia cardiaca, que es el resultado del ejercicio regular aeróbico.
- Cáncer: Se ha demostrado que la actividad física regular reduce el riesgo de los cánceres de colon, mama, próstata y páncreas, y, posiblemente, de pulmón y cáncer de endometrio.
- Resistencia: El ciclismo es especialmente bueno para los ejercicios aeróbicos, ya que la tensión en el cuerpo es menor que en otros deportes de resistencia. Aumentar la capacidad de resistencia reduce el cansancio y la fatiga, esto promueve una sensación de bienestar.
- Belleza: La belleza y el atractivo están muy ligados a la forma del cuerpo y condición. El ciclismo pueden influir positivamente en ellos mediante el control del peso corporal y la forma muscular. La piel también se beneficia de los procesos metabólicos que son estimulados. Además, el ciclismo afecta sensación física que influye en la percepción de los otros.
- Entrenamiento físico: Además del ejercicio moderado regular, el cuerpo se beneficia de una mayor actividad exigente de vez en cuando, lo que mejora el estado físico y proporciona una mayor distracción de los problemas cotidianos. El ciclismo puede proporcionar una actividad más intensa simplemente de pedaleando más rápido o más fuerte.
- Calidad de vida: La actividad física tiene un efecto directo sobre el bienestar y la salud. El ciclismo tiene numerosas ventajas que pueden influir directamente en la calidad de vida, ya que aporta beneficios tanto física como emocionalmente. El ejercicio regular, tomada como una parte integral de la vida diaria, es necesario para mejorar permanentemente la calidad de vida.
- Los beneficios secundarios: Más ciclismo, especialmente como alternativa a los viajes en automóvil, traería beneficios sustanciales para la salud de la sociedad en su conjunto, debido a la mejor calidad del aire, reducción de ruido y peligro, y una mayor independencia para los niños.

Sumado a los beneficios a la salud mencionados arriba, es necesario señalar que cualquier actividad física se debe realizar bajo supervisión médica y, en el caso del ciclismo, acudir con un experto para elegir el tamaño correcto de su bicicleta y ajustarla a su antropometría para evitar posibles lesiones o accidentes.

## Estandarización
Dentro de ISO se encarga el Comité Técnico "ISO/TC 149 Ciclos".

## Competiciones ciclistas
El ciclismo de competición, es uno de los deportes más duros del mundo[cita requerida].
Lista no exhaustiva de algunas de las principales competiciones ciclistas profesionales:
| - Tour de Francia - Giro de Italia - Vuelta a España - París-Roubaix - Tour de Flandes - Lieja-Bastogne-Lieja | - Milán-San Remo - Giro de Lombardía - París-Tours - Amstel Gold Race - Flecha Valona - Clásica de San Sebastián |

## Cultura
La bicicleta ha sido protagonista en películas como Ladrón de bicicletas (1948), Muerte de un ciclista (1955), E.T., el extraterrestre (1982), Los bicivoladores (1983), Las bicicletas son para el verano (1984), Cinema paradiso (1988), El cartero (y Pablo Neruda) (1994), La bici de Ghislain Lambert (2001), La bicicleta (2006) y La bicicleta verde (2012) y en libros como Los forzados de la carretera: Tour de Francia 1924 (2009), Sky's The Limit (2013), Damas en bicicleta (2014), Mi querida bicicleta (2014) y Ciclistas y corredores madrileños (2015).